# São Petersburgo
São Petersburgo (russo:  Санкт-Петербу́рг, tr. Sankt-Peterburg) é a segunda maior cidade da Rússia, politicamente incorporada como uma cidade autônoma (ou cidade federal). Ela está localizada ao longo do rio Neva, na entrada do Golfo da Finlândia, no Mar Báltico. Em 1914, o nome da cidade foi mudado para Petrogrado (russo:  Петроград) e, em 1924, para Leningrado (russo:  Ленинград). Em 1991, após o colapso da União Soviética, a cidade voltou ao seu nome original. É frequentemente chamada apenas de Petersburgo e informalmente conhecida como Peter.
São Petersburgo foi fundada pelo czar Pedro, o Grande em 27 de maio de 1703. Entre 1713–1728 e 1732–1918, foi a capital do Império Russo. Em 1918, as instituições da administração central mudaram-se de São Petersburgo (então denominada Petrogrado) para Moscou. Com 5 milhões de habitantes (2012) é a quarta subdivisão federal mais populosa do país. A cidade é um grande centro cultural europeu e também um importante porto russo no Báltico.
É frequentemente descrita como a metrópole mais ocidentalizada da Rússia, bem como a capital cultural do país. É a cidade mais setentrional do mundo com população acima de 1 milhão de habitantes. Seu centro histórico e monumentos constituem um Patrimônio Mundial pela UNESCO. São Petersburgo também é o lar do Hermitage, um dos maiores museus de arte do mundo. Um grande número de consulados estrangeiros, corporações internacionais, bancos e outras empresas estão sediados na cidade.

## História

### Fundação e construção
Em 1611, exploradores suecos construíram Nyenskans, um forte às margens do rio Neva, na terra da Íngria, habitada por um grupo de fínicos. Uma pequena cidade chamada Nyen cresceria naquele local.
O czar Pedro I, o Grande era um grande interessado pela marinha, e aspirava pela construção de um novo porto para o Império Russo, já que a principal cidade portuária do país, Archangelsk, localizava-se no mar Branco, que era bloqueado para navegação durante os meses de inverno rigoroso. Em 12 de maio de 1703, durante a Grande Guerra do Norte, Pedro capturou a cidade de Nyenskans das mãos dos suecos. Em 27 de maio de 1703, próximo do estuário da ilha de Hare, o czar estabeleceu o Forte de Pedro e Paulo, que daria início à construção da cidade.[carece de fontes?]
A cidade seria então construída por camponeses de toda a Rússia, junto de alguns prisioneiros de guerra suecos, que também envolveram-se na construção, todos sob a supervisão de Alexandre Menchikov. Dezenas de milhares de servos morreram durante a construção da cidade, que mais tarde se tornaria o centro de uma nova província.

### Capital imperial

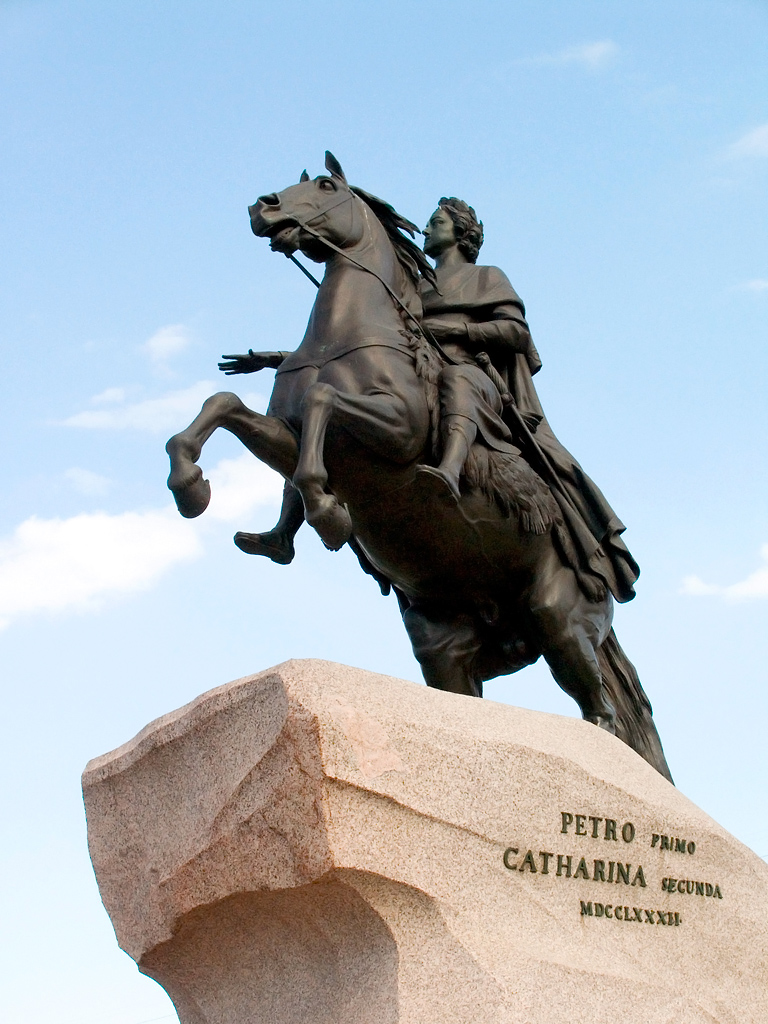
O Cavaleiro de Bronze, estátua em homenagem ao czar Pedro, fundador e patrono de São Petersburgo.

Pedro então transferiu a capital de Moscou para uma São Petersburgo ainda não concluída no ano de 1712, nove anos antes do Tratado de Nystad que daria um fim à guerra. Ele referia-se a São Petersburgo como a capital desde 1704. Em seus primeiros anos, a cidade desenvolveu-se em torno da Praça da Trindade na margem oeste do Neva, próximo ao forte. No entanto, São Petersburgo logo começou a ser construída de acordo com o plano. Em 1716, Domenico Trezzini elaborou um projeto no qual o centro da cidade localizar-se-ia na Ilha de Vassiliev e seria moldada por uma cadeia retangular de canais. O projeto não foi completado, e o fracasso da ideia ainda é visível nos formatos das vias. Em 1716, Pedro apontaria Jean-Baptiste Alexandre Le Blond como o arquiteto-chefe da cidade.[carece de fontes?]
O estilo Barroco, desenvolvido por Trezzini e outros arquitetos são explícitos em construções como o Palácio de Menchikov, o Kunstkamera e a Catedral de Pedro e Paulo, que tornaram-se prédios proeminentes no início do século XVIII. Em 1724, a Academia de Ciências, a Universidade nacional e um Ginásio Acadêmico foram inaugurados na cidade pelo czar que a fundara. Em 1725, Pedro morreria, sete anos após o filho, deixando o trono ao seu neto Pedro II, que transferiu a capital novamente para Moscou, pressionado pela nobreza que se opunha aos ideais de modernizações característicos de Pedro I. Com a ascensão da czarina Ana, em 1732, São Petersburgo mais uma vez viria a se tornar a capital russa. Por mais 186 anos, a cidade permaneceria como o trono da família Romanov e a sede da corte do Império Russo, até a Revolução de 1917.[carece de fontes?]
Em 1736, a cidade sofreu de incêndios catastróficos. Para reestruturar os distritos mais danificados, um novo plano foi estabelecido em 1737, por um comitê sob o comando de Burkhard Christoph von Münnich. A cidade foi dividida em cinco distritos, enquanto o centro foi transferido para o bairro do Almirantado, situado na margem leste entre o Neva e o Fontanka. O centro então passou a prosperar por três vias radiais, que se encontravam no Almirantado e que dariam origem à célebre Avenida Névski. O estilo Barroco dominou a cidade pelos primeiros sessenta anos, sendo sucedido pelo estilo Naryshkin, representado pelo arquiteto Bartolomeo Rastrelli com o majestoso Palácio de Inverno. Na década de 1760, a arquitetura barroca foi substituída pelo neoclássico. O departamento de construção civil da cidade definiu que em 1762 que nenhuma estrutura deveria ser mais alta que o Palácio de Inverno, proibindo espaços entre construções. Durante o reinado de Catarina, a Grande, as margens do rio Neva foram definidas com granito. Todavia, apenas em 1850 foi aberta a primeira ponte permanente sobre o Neva, a Blagoveshchenski.

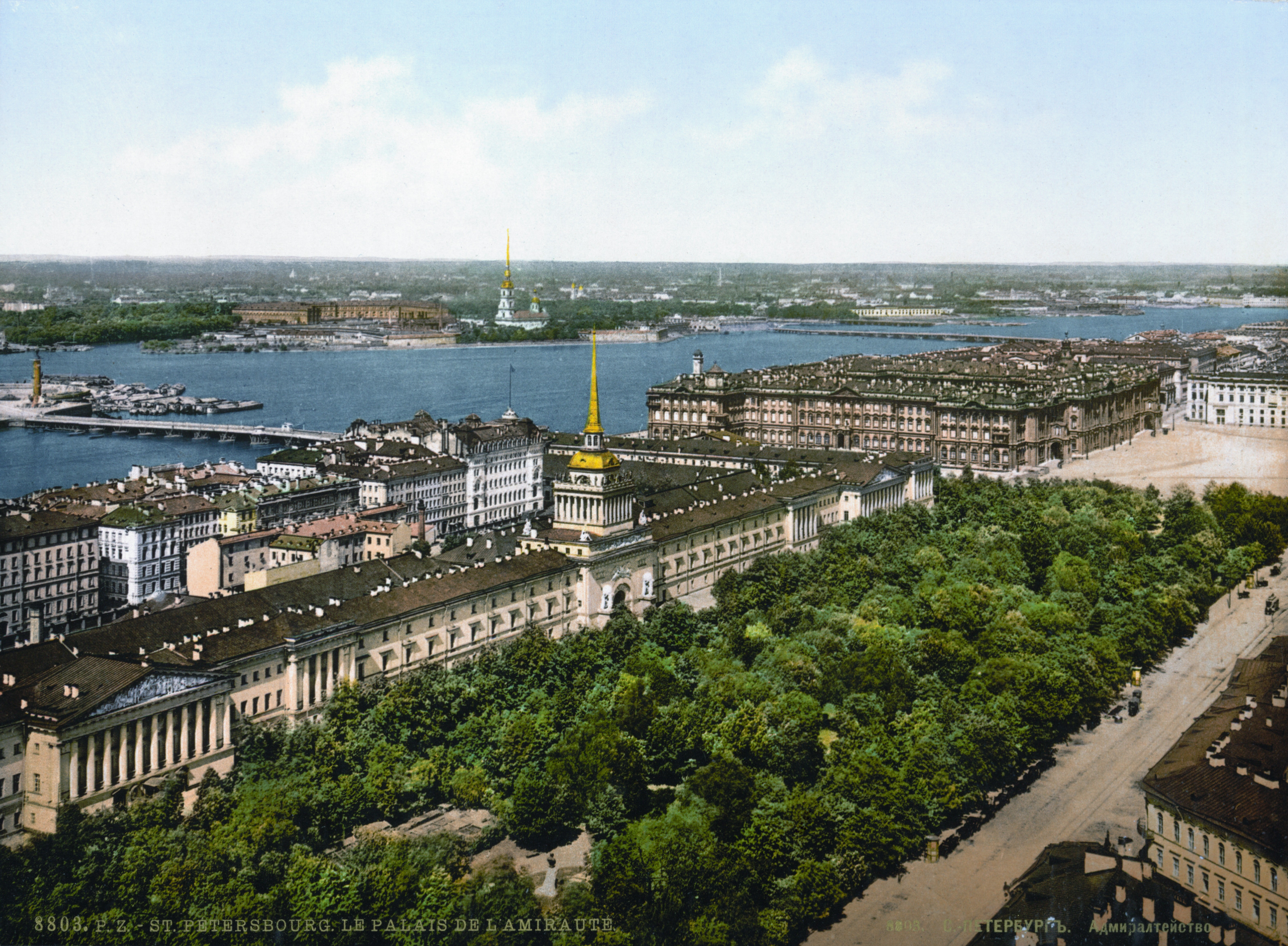
Vista do Almirantado de São Petersburgo no final do século XIX, época em que a cidade era a capital do Império Russo

Os principais nomes do neoclássico de São Petersburgo da época foram Jean-Baptiste Vallin de la Mothe, que construiu a Academia Imperial de Artes, o Gostiny Dvor, o Arco de Nova Holanda e a Igreja Católica de Santa Catarina; Antonio Rinaldi, arquiteto do Palácio de Mármore; Iuri Felten, representado pelo Hermitage e pela Igreja de Chesme, Giacomo Quarenghi, que arquitetou a Academia de Ciências, o teatro do Hermitage e o Palácio de Iussupov; Andrei Voronikhin, cujas obras incluem o Instituto de Mineração e a Catedral de Nossa Senhora de Kazan; Andrei Zakharov, arquiteto do prédio do Almirantado; Jean-François Thomas de Thomon, que projetou a Bolsa da Ilha de Vassiliev; Carlo Rossi, autor do Palácio de Ielagin, de Mikhailovski, do Teatro Alexandrino, dos prédios do Senado e do Sínodo e de várias ruas, praças e avenidas; Vassili Stasov, que construiu o Portão Triunfal de Moscou e a Catedral da Trindade e Auguste de Montferrand, arquiteto da Catedral de Santo Isaac e da Coluna de Alexandre. Em 1810, a primeira instituição de ensino superior de engenharia foi aberto em São Petersburgo pelo czar Alexandre I. A vitória sobre a Império Francês de Napoleão Bonaparte na Guerra Patriótica de 1812 foi celebrada com vários monumentos, incluindo a Coluna, de 1834 e o Portão Triunfal de Narva. Em 1825, a revolta contra Nicolau I ocorreria na Praça do Senado da cidade, um dia após ele ter assumido o trono.[carece de fontes?]
Por volta dos anos 1840, a arquitetura neoclássica deu lugar a vários estilos românticos, que permaneceriam na moda até a década de 1890, representados por arquitetos como o reconhecido Andrei Stackenschneider, que projetou os palácios de Mariinski, Beloselski-Belozérski e Nikolaiévski. Com a emancipação dos camponeses sancionada por Alexandre II em 1861 e uma revolução industrial, o influxo de camponeses para a capital cresceu imensamente. Os distritos mais pobres emergiriam naturalmente nas periferias da cidade. Nesse momento, São Petersburgo ultrapassava Moscou com relação à população e crescimento industrial, desenvolvendo-se até tornar-se uma das maiores cidades industriais da Europa, com uma importante base naval em Kronstadt.[carece de fontes?]
Os nomes dos santos Pedro e Paulo, que batizaram as primeiras construções da cidade, por ironia, eram os mesmos dos primeiros dois czares russos assassinados — Pedro III, em 1762, como resultado de um complô elaborado pela própria czarina Catarina, e Paulo I, em 1801, morto por conspiradores que pretendiam levar o seu filho, Alexandre I, ao trono. O terceiro czar assassinado seria Alexandre II, em 1881 e, posteriormente, Nicolau II seria o último, em 1918.

### Revoluções e guerra civil
Apesar da Rússia, na época, ser um dos países mais poderosos do mundo em termos militares, apenas uma fina parte da população, os nobres, tinham boas condições de vida. Os camponeses eram terrivelmente pobres e trabalhavam de sol-a-sol os seus terrenos sem poder possuí-los. As sucessivas derrotas em várias guerras e batalhas durante a Primeira Guerra Mundial e o descontentamento geral da população fizeram com que a economia interna começasse a deteriorar-se. Nesta ocasião, emergem com força os Sovietes e o Partido Operário Social-Democrata Russo, fundado em 1898, e posteriormente dividido entre os mencheviques e os bolcheviques, dois termos análogos a minoria (меньше) e maioria (больше), em russo.

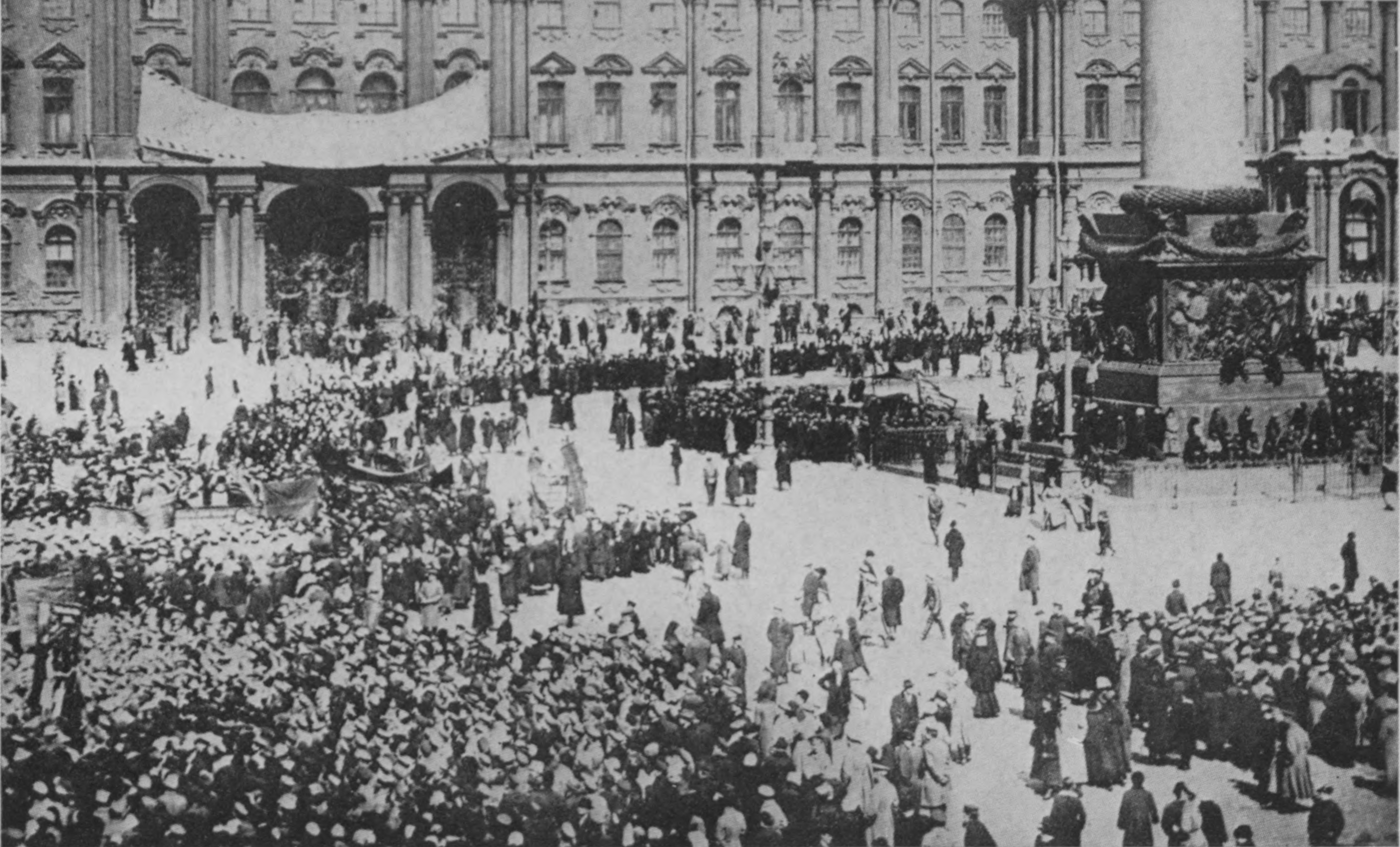
A Revolução Russa de 1917 começou em Petrogrado quando os bolcheviques invadiram o Palácio de Inverno

Este quadro político-social foi profundamente alterado pela deflagração da Primeira Guerra Mundial. A Revolução de Fevereiro de 1917 caracterizou a primeira fase da Revolução Russa. A consequência imediata foi a abdicação do czar Nicolau II. Ela ocorreu como resultado da insatisfação popular com a autocracia czarista e com a participação negativa do país na Primeira Guerra Mundial. Ela levou à transferência de poder do czar para um regime republicano, surgido da aliança entre liberais e socialistas que pretendiam conduzir reformas políticas.
As mudanças propostas pelos mencheviques, que haviam liderado a Revolução de Fevereiro, não alteraram o quadro social, pois o país continuava a sofrer grandes perdas em função da participação na Guerra. A insatisfação social, aliada à atuação dos bolcheviques, fez eclodir a Revolução de Outubro. O marco desta revolução foi a invasão do Palácio de Inverno pelos revolucionários. A Revolução de Outubro foi liderada por Vladimir Lênin, tornando-se a primeira revolução socialista do século XX.
A saída da Rússia da Primeira Guerra Mundial, o desejo da volta do poder da então elite russa e o medo de que o ideário comunista poderia propagar-se pela Europa e eventualmente pelo mundo, fez eclodir a Guerra Civil Russa, que contou com a participação de diversas nações. O então primeiro-ministro francês, George Clemenceau, criou a expressão Cordão Sanitário, com o intuito de isolar a Rússia bolchevique do restante do mundo. O idealismo dos bolcheviques propagado para a população mais pobre foi o fator decisivo para a vitória dos partidários de Lênin.
Após a Revolução de Outubro, uma guerra civil eclodiu entre o Exército Branco, que era anticomunista, e o novo regime soviético com o seu Exército Vermelho. A Rússia bolchevista perdeu seus territórios ucranianos, poloneses, bálticos e finlandeses ao assinar o Tratado de Brest-Litovsk, que acabou com as hostilidades com as Potências Centrais da Primeira Guerra Mundial. As potências aliadas lançaram uma intervenção militar mal-sucedida em apoio de forças anticomunistas. Entretanto tanto os bolcheviques quanto o movimento branco realizaram campanhas de deportações e execuções contra os outros, episódio que ficou conhecido, respectivamente, como Terror Vermelho e Terror Branco. Até o final da guerra civil russa, a economia e a infraestrutura do país foram profundamente danificadas. Milhões de membros do movimento branco emigraram, enquanto a fome russa de 1921 matou cerca de 5 milhões de pessoas.

### Leningrado
Em 26 de janeiro de 1924, cinco dias após a morte de Lênin, a cidade foi rebatizada de Leningrado. A cidade tem mais de 230 locais associados com a vida e as atividades do líder revolucionário, o que lhe rendeu o cognome de "cidade de Lênin", ainda que ele não tenha nela nascido. Nos anos 1920 e 1930, a região periférica da cidade foi reconstruída de forma planejada, fazendo com que a arquitetura construtivista florescesse nessa época. A habitação tornou-se uma preocupação do governo, e muitos dos imensos apartamentos da elite serviram de moradia comunal para diversas famílias numerosas, inaugurando as chamadas kommunalkas. Já na década de 1930, 68% da população da cidade vivia nesse tipo de moradia. Em 1935, um novo plano geral foi elaborado, fazendo a cidade expandir para o sul. O construtivismo foi descartado para promover o Classicismo socialista, que valorizava a estética. O então líder soviético Joseph Stálin adotou um plano para construir um novo palácio para a cidade, com uma grande praça com acesso à avenida Moskovski, que deveria se tornar a artéria da cidade. O caos decorrente da Segunda Guerra Mundial, entretanto, anulou os planos de modernização de Leningrado.[carece de fontes?] A cidade permaneceu com esse nome até 12 de junho de 1991, quando um plebiscito decidiu pela volta de São Petersburgo.

#### Segunda Guerra Mundial

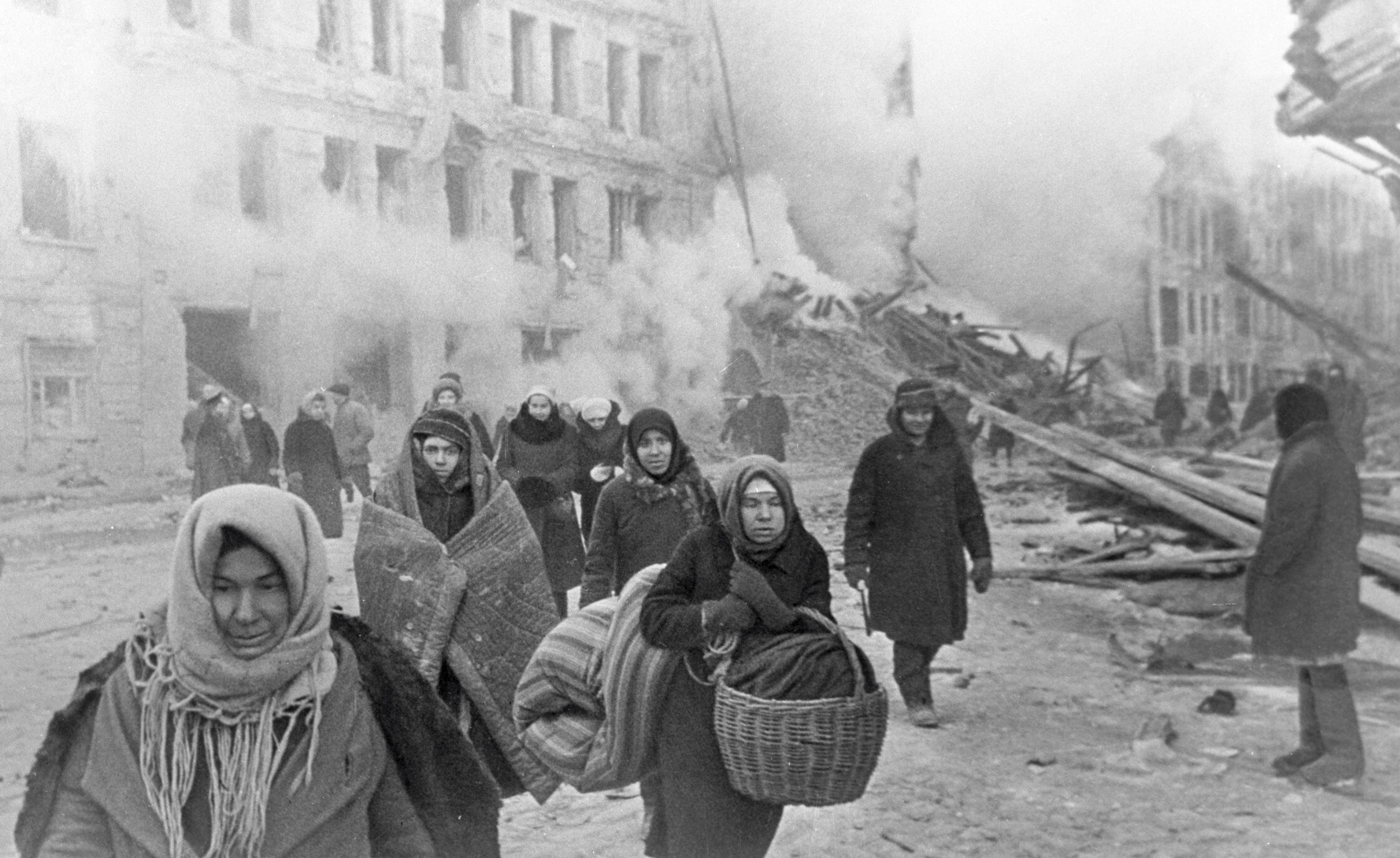
Cidadãos de Leningrado durante o cerco de 872 dias, quando 1 milhão de civis morreram

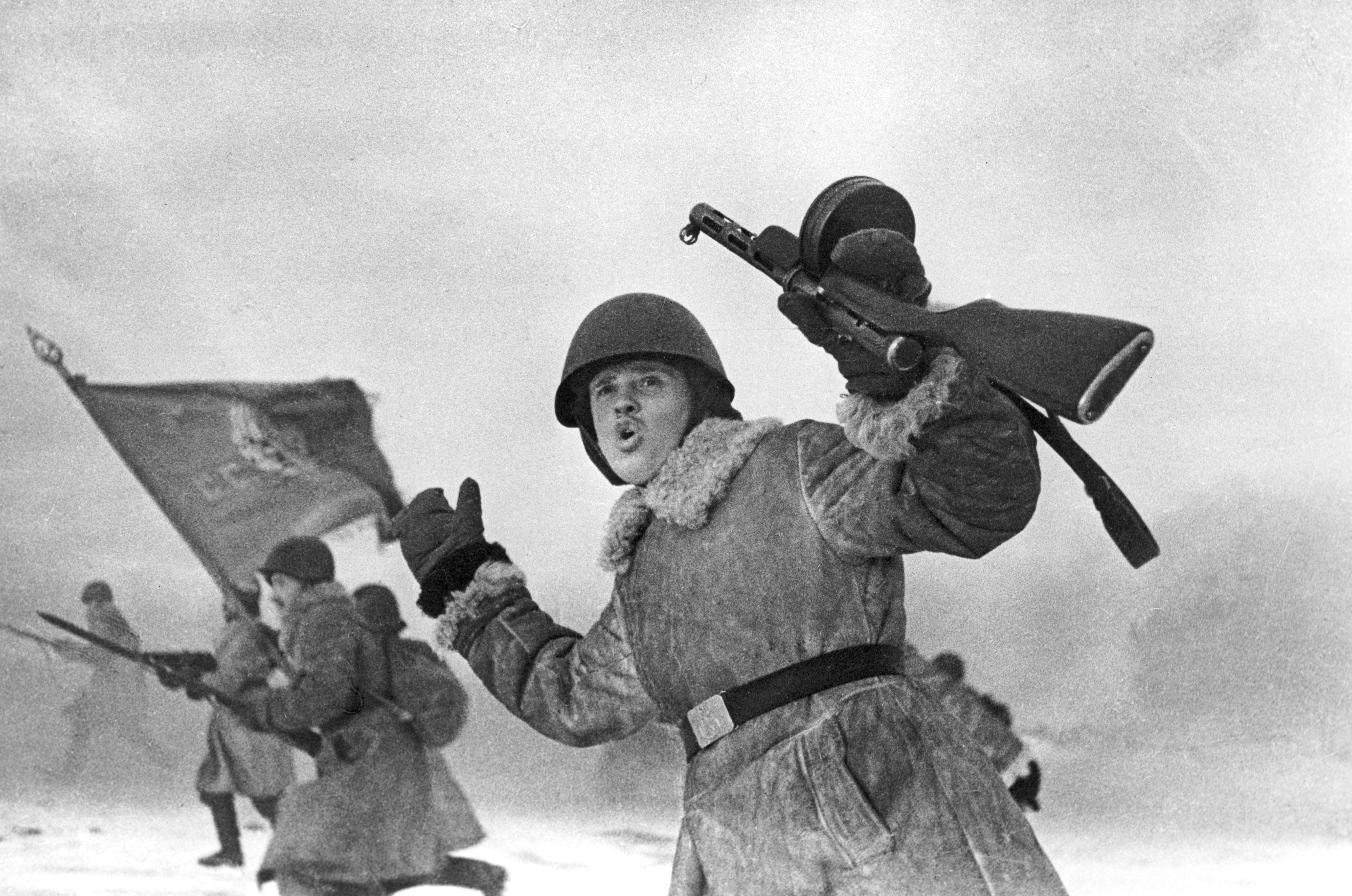
Soldado soviético em combate pela libertação da cidade

Durante a Operação Barbarossa, o ataque alemão à União Soviética durante a Segunda Guerra, Leningrado foi alvo de um cerco por parte das tropas invasoras. Hitler e seu ministro da propaganda, Joseph Goebbels, estavam dispostos a dar um golpe decisivo no moral soviético capturando a cidade de Lênin. Por 872 dias, entre novembro de 1941 e janeiro de 1944, os cidadãos de Leningrado foram submetidos a um bloqueio onde pereceu um milhão de civis e militares, a imensa maioria de frio, fome e doenças como tifo, escarlatina e icterícia. A dar-se crédito às histórias contadas, alguns cidadãos teriam praticado o canibalismo com parentes mortos para não morrer de fome, enquanto os cemitérios tiveram que ser vigiados por guardas armados para impedir que cidadãos famintos violassem os túmulos recém-enterrados em busca de algo para comer. O cerco a Leningrado foi o mais longo, destrutivo e letal entre os cercos a cidades de toda a história moderna, reduzindo drasticamente a população da região.
Em 1945, Leningrado recebeu o título de cidade heroica, junto de Stalingrado, Sevastopol e Odessa, pela resistência exemplar e tenacidade demonstrada por seus cidadãos. Uma estátua comemorando o fato seria erguida em 1965, no vigésimo aniversário da vitória soviética.
Nos anos 1950, a cidade entrou para os arquivos criminais com o surgimento do Caso Leningrado, que acusava as lideranças políticas da cidade de especularem contra o governo central da União Soviética, sediado em Moscou. Na realidade, todo o caso foi o produto da rivalidade entre os sucessores de Stalin, resultando na prisão e assassinato dos principais políticos de Leningrado, liquidando as referências políticas da cidade.[carece de fontes?]
O metrô de Leningrado, planejado antes da Guerra, foi aberto em 1955, com as primeiras oito estações decoradas com mármore e bronze. No entanto, com a morte de Stálin em 1953, os excessos do projeto, inspirados no Classicismo socialista, foram descartados, e a arquitetura das estações ficou mais simples. Entre os anos 1960 e 1980, vários bairros residenciais foram inaugurados nas periferias. Por conta da melhora do serviço, em comparação com as moradias mais antigas, várias famílias que viviam em kommunalkas puderam se mudar para os novos apartamentos, vivendo separadamente.[carece de fontes?]

### Rússia contemporânea e atualidade

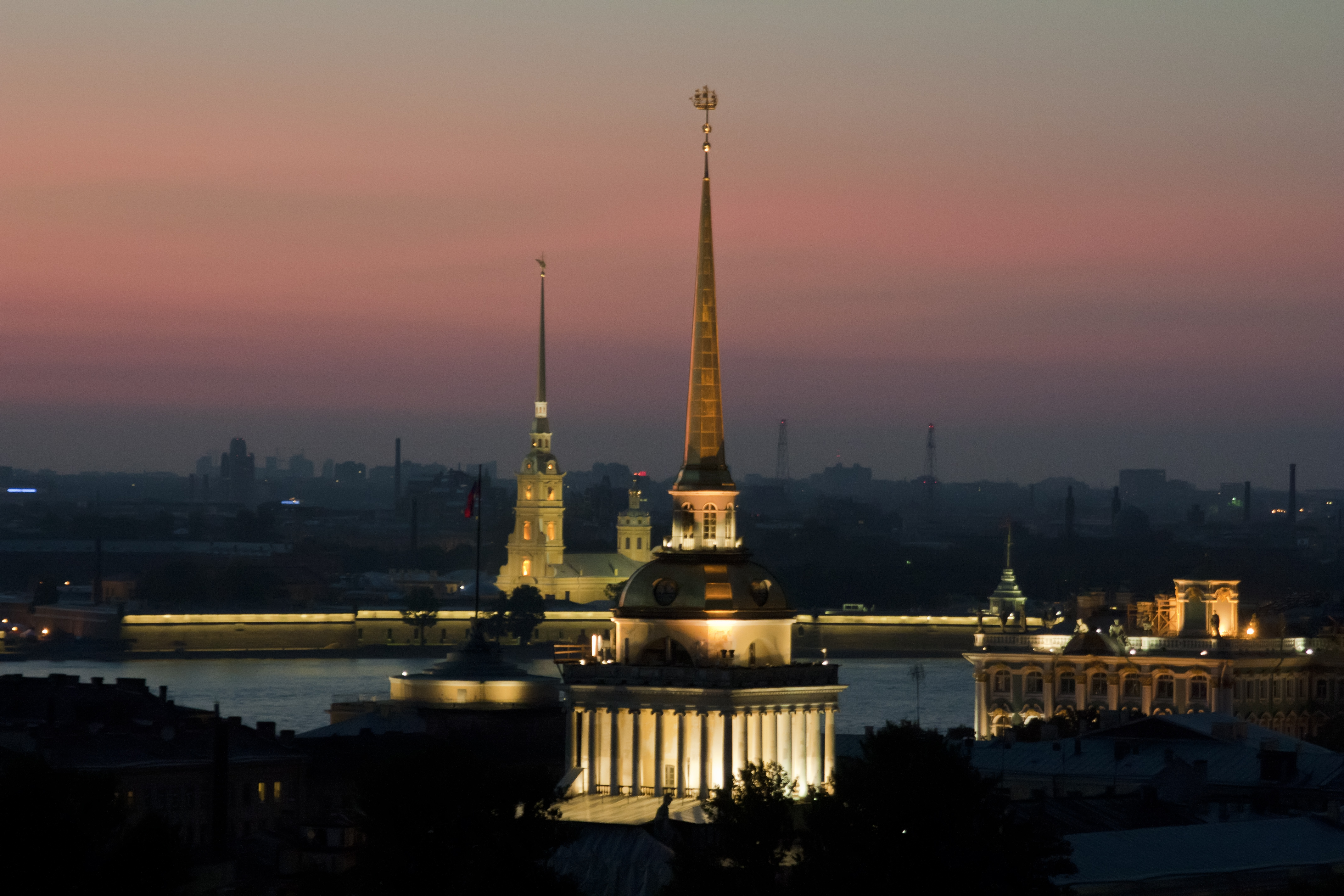
Fortaleza de São Pedro e São Paulo

Em 12 de junho de 1991, simultaneamente com as eleições presidenciais, a população de Leningrado votou pela mudança de nome da cidade para São Petersburgo, elegendo também o novo prefeito, Anatoli Sobchak, aliado do presidente Boris Iéltsin.
Ao mesmo tempo, as condições econômicas deterioravam-se conforme o país tentava adaptar-se às grandes mudanças ocasionadas pela terapia de choque. Pela primeira vez desde os anos 1940, o racionamento de comida foi introduzido, e a cidade passou a receber ajuda humanitária de fora. Em 1995, uma das seções da linha Kirovsko-Viborgskaia foi interditada por conta de uma inundação, criando um obstáculo para a cidade que durou quase dez anos.
Em 1996, Anatoli Sobchak foi derrotado por Vladimir Iakovlev nas eleições para a chefia da cidade. Junto com o candidato, o título também mudou, de prefeito para governador. Em 2000, Iakovlev foi reeleito. Seu segundo mandato terminaria em 2004, e a tão esperada restauração da conexão ferroviária deveria ficar pronta na época de sua saída. Entretanto, em 2003, Iakovlev resignou, deixando o cargo a Valentina Matvienko.[carece de fontes?]
Por conta de um decreto federal, a lei de eleição dos governadores foi alterada e, em 2006, Matvienko foi indicada como governadora pelo poder Legislativo da cidade. Na década de 2000, os preços dos imóveis sofreram um grande aumento, dificultando a preservação da porção histórica da cidade.[carece de fontes?]
Apesar da vigilância da UNESCO sobre a parte central da cidade, que conta com cerca de 8 000 monumentos, a preservação do ambiente histórico-arquitetônico vem sendo controversa. Depois de 2005, a demolição de edifícios mais antigos no centro histórico passou a ser permitida. Em 2006, a Gazprom lançou um ambicioso projeto para erguer um arranha-céus de 396 m que supostamente resultaria na perda da paisagem da cidade. As autoridades da cidade pouco se preocuparam com os vários protestos, por parte da população e de figuras proeminentes, mas acabaram cedendo após a decisão do então presidente Dmitri Medvedev em encontrar uma localização mais apropriada para dar continuidade ao projeto.[carece de fontes?]

## Geografia

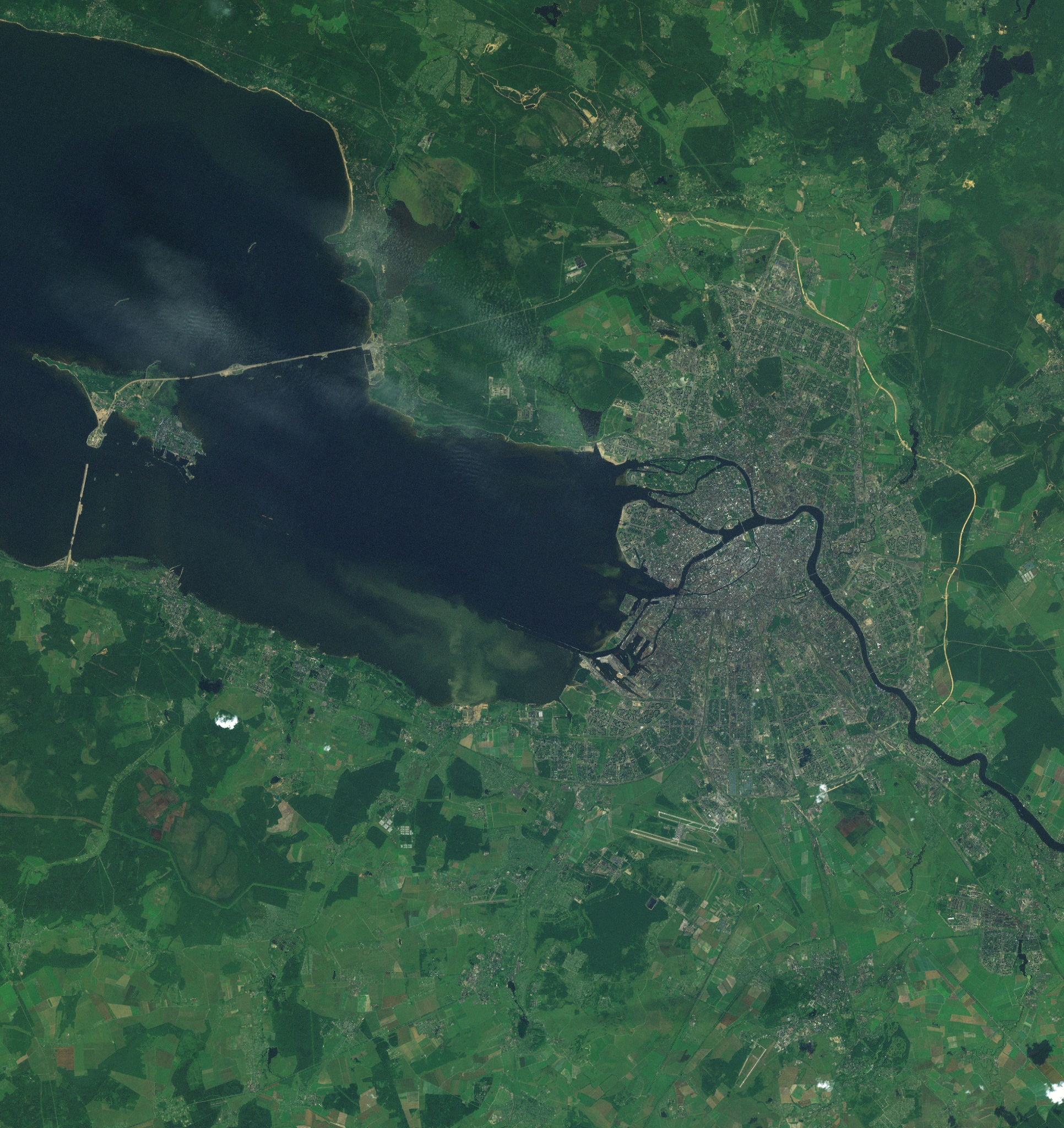
Imagem de satélite da cidade

A área urbana de São Petersburgo é de 605 km². A área do distrito federal é de 1 439 km², que incluem a área urbana, nove cidades — Kolpino, Krasnoie Selo, Kronstadt, Lomonosov, Pavlovsk, Peterhof, Pushkin, Sestroretsk e Zelenogorsk — e 21 vilarejos. São Petersburgo é situada em uma zona de taigas, no litoral da baía do rio Neva, no golfo da Finlândia. Tem uma quantidade considerável de ilhas, sendo as maiores a Ilha de Vassiliev, Petrogradski, Dekabristov e Krestovski.
A elevação de São Petersburgo é de 175,9 m, do nível do mar ao seu ponto mais alto, o elevado de Duderhof. Parte do território da cidade chega a ser mais baixo que 4 m, o que faz com que a região sofra várias cheias e inundações. As enchentes na cidade são causadas por ondas longas oriundas do mar Báltico, condições meteorológicas e a cheia da baía do Neva. As cinco enchentes mais devastadoras ocorreram em 1824, 1924, 1777, 1955 e 1975, quando observaram-se 421 cm, 380 cm, 321 cm, 293 cm e 281 cm acima do nível do mar, respectivamente. Para precaver-se das enchentes, as autoridades construíram um dique.
Desde o século XVIII, o terreno da região vem sendo levantado artificialmente. Em alguns locais, a elevação é maior do que 4 m, aproximando várias ilhas e alterando a hidrologia da cidade. Além do Neva, outros importantes rios da região de São Petersburgo são o Sestra, o Okhta e o Ijora. O maior lago é o Sestroretski, ao norte, seguido do Lakhtinski, dos lagos Suzdal e de outros lagos menores. Devido à localização a aproximadamente 60° latitude norte, a duração dos dias variam de acordo com as estações, variando de 5h50 a 18h50. O período entre meados de maio até meados de junho em que o pôr-do-sol dura a noite inteira é conhecido como "sol da meia-noite"

### Clima

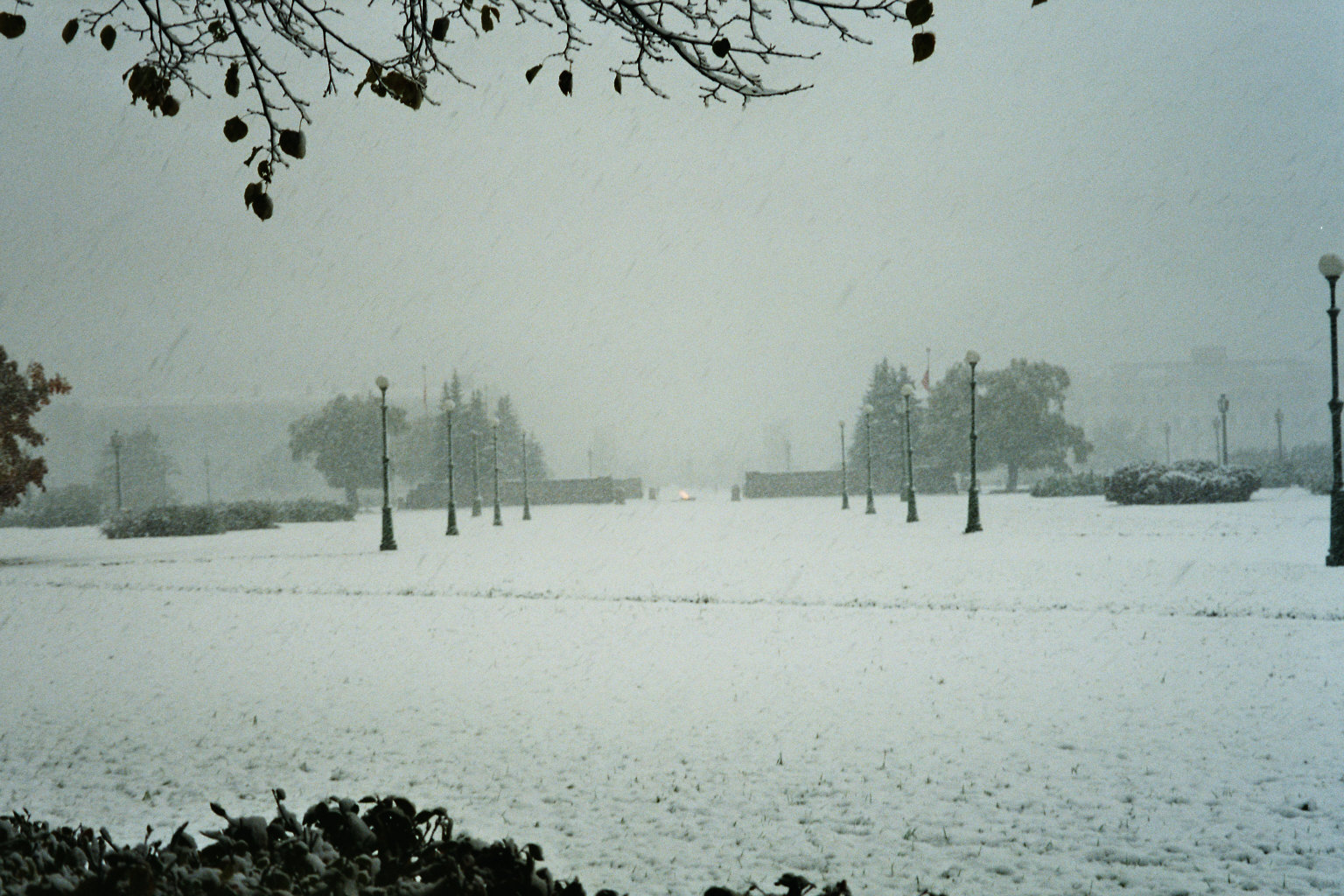
Neve em 2002

São Petersburgo é uma das cidades mais frias do mundo. Pela escala de Köppen-Geiger, é classificada como uma cidade de clima continental úmido. A influência dos ciclones do mar Báltico resultam em verões curtos, quentes e úmidos e invernos longos, frios e chuvosos.
A temperatura média diária em julho, o mês mais quente, é de 23 °C. O pico máximo, de 37 °C, ocorreu na onda de calor no Hemisfério Norte em 2010. O mínimo registrado foi de -36 °C, em 1883. A temperatura média anual é de 5,8 °C. O rio Neva, um dos principais símbolos da cidade, congela por volta de novembro ou dezembro, e os degelos normalmente ocorrem em abril. De dezembro a março, uma média de 118 dias apresentam neve, que alcança os 19 cm de altura por volta de fevereiro, que usualmente é o mês mais frio. O período sem gelo e neve dura, na média, 135 dias. A cidade tem um clima mais quente do que as vizinhas, mas as condições do tempo e temperatura variam muito ao decorrer do ano.
A precipitação anual varia dependendo da região, com uma média geral de 600 mm por ano com pico no final do verão. A umidade do solo costuma ser altíssima por conta dos níveis baixos de evaporação, graças ao clima frio. A umidade do ar média é de 78%, com cerca de 165 dias nublados ao ano.
| Tabela climática de São Petersburgo  | Tabela climática de São Petersburgo | Tabela climática de São Petersburgo | Tabela climática de São Petersburgo | Tabela climática de São Petersburgo | Tabela climática de São Petersburgo | Tabela climática de São Petersburgo | Tabela climática de São Petersburgo | Tabela climática de São Petersburgo | Tabela climática de São Petersburgo | Tabela climática de São Petersburgo | Tabela climática de São Petersburgo | Tabela climática de São Petersburgo | Tabela climática de São Petersburgo | Tabela climática de São Petersburgo |
| Temperatura                          | Temperatura                         | Temperatura                         | Temperatura                         | Temperatura                         | Temperatura                         | Temperatura                         | Temperatura                         | Temperatura                         | Temperatura                         | Temperatura                         | Temperatura                         | Temperatura                         | Temperatura                         | Temperatura                         |
| Mês                                  | Jan                                 | Fev                                 | Mar                                 | Abr                                 | Mai                                 | Jun                                 | Jul                                 | Ago                                 | Set                                 | Out                                 | Nov                                 | Dez                                 |                                     | Média                               |
| ------------------------------------ | ----------------------------------- | ----------------------------------- | ----------------------------------- | ----------------------------------- | ----------------------------------- | ----------------------------------- | ----------------------------------- | ----------------------------------- | ----------------------------------- | ----------------------------------- | ----------------------------------- | ----------------------------------- | ----------------------------------- | ----------------------------------- |
| Máxima registrada °C                 | 8,6º                                | 10,2º                               | 14,9º                               | 25,3º                               | 30,9º                               | 34,6º                               | 34,3º                               | 33,5º                               | 30,4º                               | 21,0º                               | 12,3º                               | 10,9º                               |                                     | 34,6º                               |
| Média Máxima °C                      | -4,8º                               | -4,6º                               | 0,0º                                | 7,4º                                | 14,7º                               | 19,4º                               | 22,0º                               | 20,1º                               | 14,5º                               | 7,7º                                | 1,6º                                | -2,5º                               |                                     | 8,1º                                |
| Média °C                             | -6,0º                               | -5,8º                               | -2,0º                               | 3,0º                                | 8,0º                                | 13,0º                               | 17,0º                               | 15,0º                               | 10,0º                               | 4,0º                                | 0,5º                                | -3,6º                               |                                     | 3,8º                                |
| Média mínima °C                      | -10,5º                              | -10,6º                              | -6,9º                               | -0,2º                               | 5,7º                                | 10,8º                               | 13,9º                               | 12,5º                               | 7,9º                                | 2,8º                                | -2,4º                               | -7,3º                               |                                     | 1,4º                                |
| Mínima registrada °C                 | -35,9º                              | -35,2º                              | -29,2º                              | -21,8º                              | -6,6º                               | 0,1º                                | 4,9º                                | 1,3º                                | -3,1º                               | -12,9º                              | -22,2º                              | -34,4º                              |                                     | -35,99º                             |
| Precipitação                         |                                     |                                     |                                     |                                     |                                     |                                     |                                     |                                     |                                     |                                     |                                     |                                     |                                     |                                     |
| Mês                                  | Jan                                 | Fev                                 | Mar                                 | Abr                                 | Mai                                 | Jun                                 | Jul                                 | Ago                                 | Set                                 | Out                                 | Nov                                 | Dez                                 |                                     | Total                               |
| Total mm                             | 37                                  | 30                                  | 34                                  | 33                                  | 37                                  | 57                                  | 77                                  | 80                                  | 69                                  | 66                                  | 55                                  | 50                                  |                                     | 625                                 |
| Dados referentes ao século XX e XXI. |                                     |                                     |                                     |                                     |                                     |                                     |                                     |                                     |                                     |                                     |                                     |                                     |                                     |                                     |

## Demografia

Gráfico da população de São Petersburgo.

São Petersburgo é a quarta cidade mais populosa da Europa, atrás apenas de Istambul, Moscou e Londres, e portanto a segunda mais populosa entre as não capitais.
A população da cidade é de 5 028 000 pessoas, com uma densidade de 3 594 hab.km². De acordo com dados de 2010, a população de São Petersburgo alcançava os 4 848 700 de habitantes, dos quais 2 209 600 (45,57%) eram homens e 2 639 100 (54,43%) eram mulheres. Em 2002, a proporção por gênero era de 44,9% homens e 55,1% mulheres.
Em 2012, a cidade alcançou os 5 milhões de habitantes. Aproximadamente 40% dos moradores da cidade possuem ensino superior. 92,5% da população declarou-se da etnia russa, 1,52% declarou-se da etnia ucraniana, 0,9% declarou-se da etnia bielorrussa, 0,73% declarou-se da etnia tártara, entre outros.

### Criminalidade

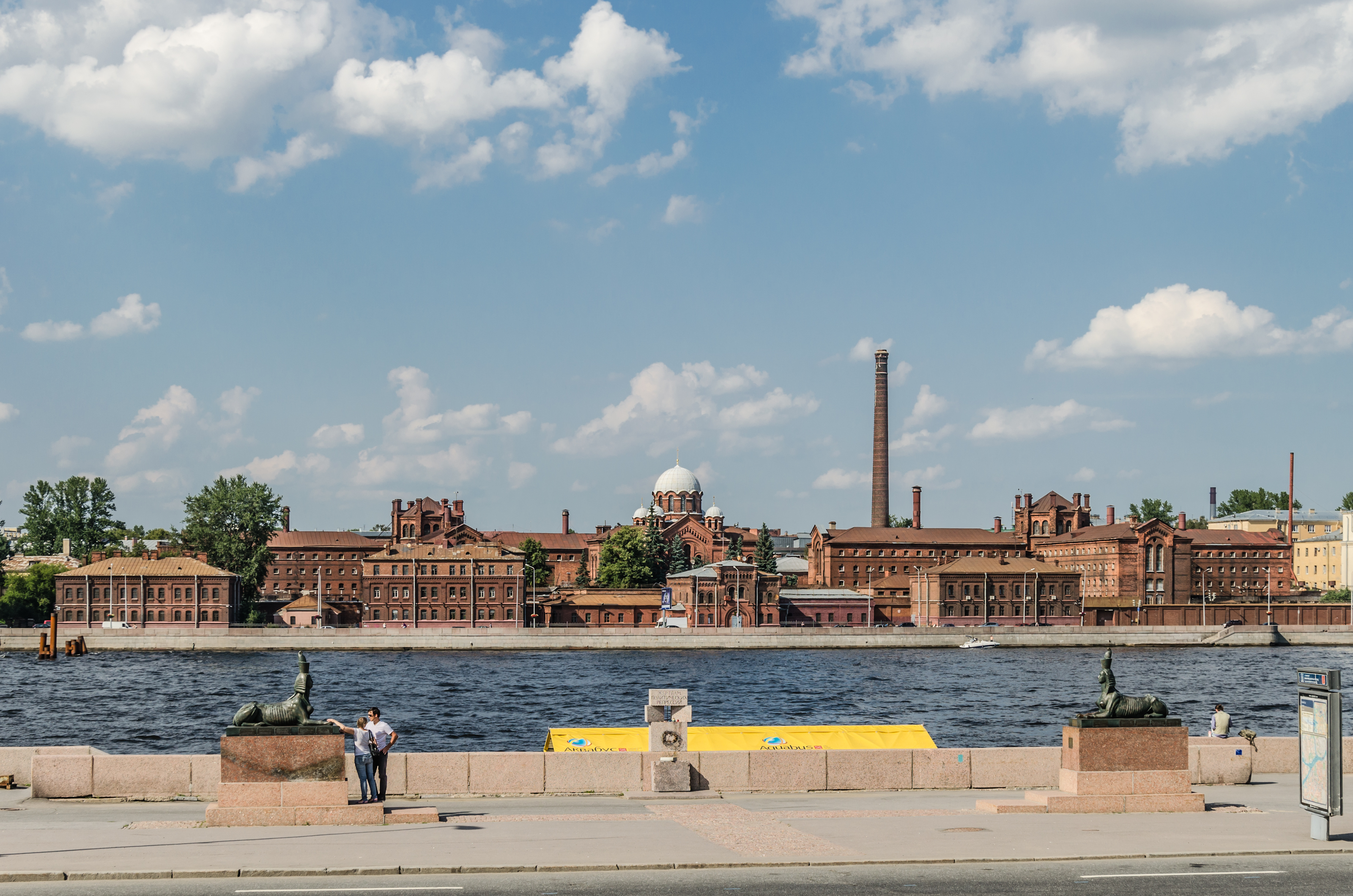
Prisão de Kresty

A Rússia, historicamente, possui altos níveis de criminalidade que aumentaram significativamente após a Revolução de Outubro. A agitação à época da perestroika conduziu a um crescimento das taxas do crime na cidade.
São Petersburgo experimenta níveis significativos de crimes de rua e suborno. Além do mais, nos últimos anos, tem havido um notável crescimento da violência de motivação racial, especialmente voltada para turistas e estudantes estrangeiros. Um dos conhecidos grupos de supremacia branca, o Belaya Energia, é formalmente uma das principais gangues envolvidas no assassinato de estudantes universitários estrangeiros.
No final da década de 1980 e início da década de 1990, Leningrado passou a abrigar um grande número de grupos criminosos, como as gangues Tambovskaia, a Malyshev, a Kazan e grupos de crimes étnicos, empenhados em ações como extorsão, interdição de locais públicos para reuniões particulares e violentos conflitos de rua. São Petersburgo, durante os anos 1990, era considerada o quartel da chamada máfia russa.
Depois do assassinato de várias figuras importantes, como do vice-governador Mikhail Manevich, em 1997, da deputada Galina Starovoytova, em 1998, e do porta-voz interino da Legislatura da cidade, Viktor Novosyolov, em 1999, além de vários empresários poderosos, São Petersburgo foi apelidada de "capital do crime" na imprensa russa. Várias séries e filmes de televisão sobre a vida criminal da cidade ganharam popularidade, como Banditskiy Peterburg: Advocat e Brat, de 1997, reforçando sua imagem como a capital do crime da Rússia.

## Governo e política

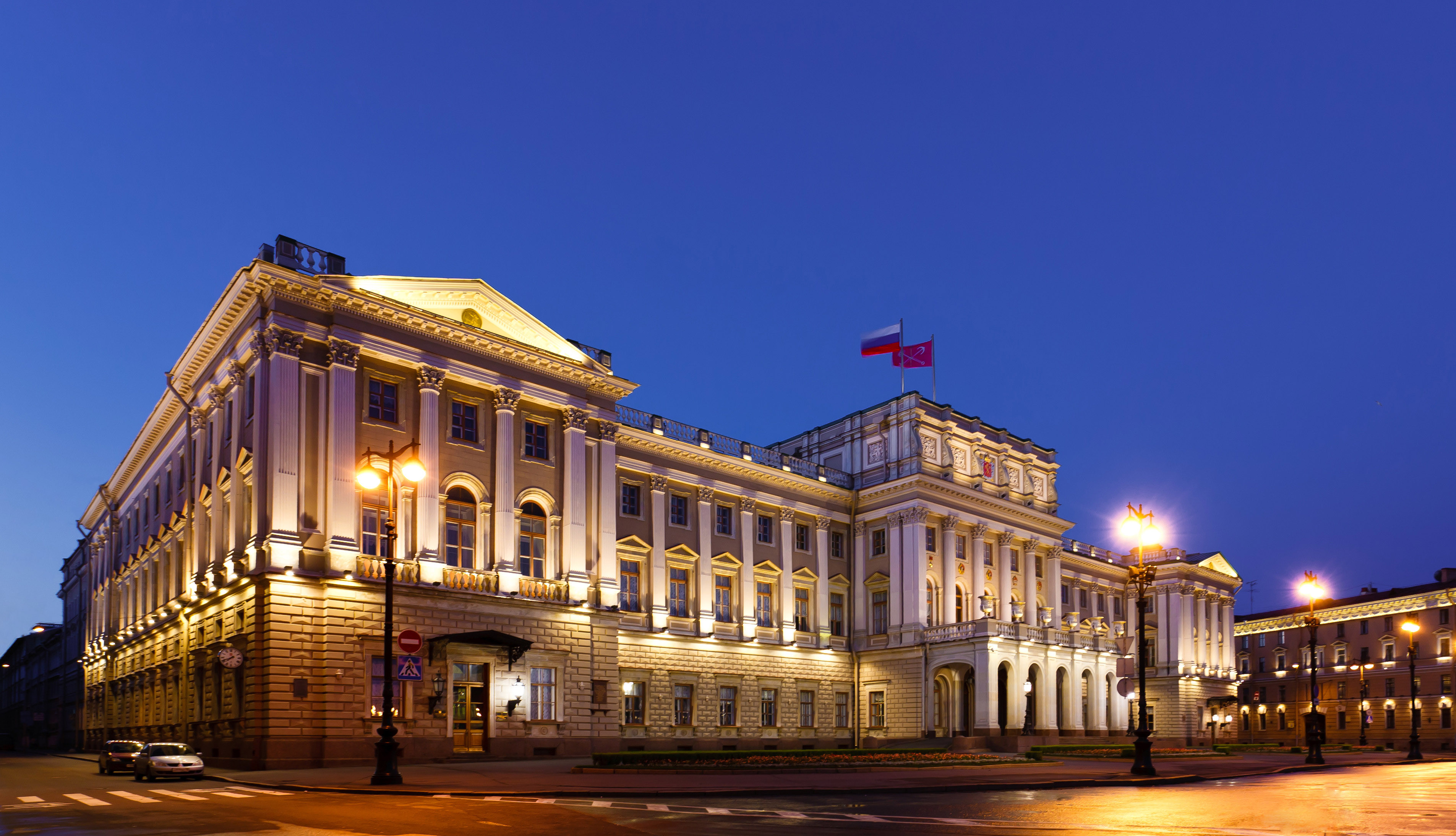
Palácio Mariinsky, sede da Assembleia Legislativa

São Petersburgo é uma cidade autônoma (ou cidade federal) da Rússia. A vida política de São Petersburgo é regulada pela Carta de São Petersburgo, adotada pelo legislador da cidade em 1998. O órgão executivo superior é a Administração Municipal, liderada pelo governador da cidade (prefeito antes de 1996). São Petersburgo tem uma legislatura unicameral, a Assembleia Legislativa, que é o parlamento regional da cidade.
De acordo com a lei federal aprovada em 2004, os chefes de entidades federais, incluindo o governador de São Petersburgo, eram nomeados pelo Presidente da Rússia e aprovados pelas legislaturas locais. Caso o legislador reprovasse o candidato, o presidente poderia reverter a decisão. A ex-governadora, Valentina Matvienko, foi aprovada através do novo sistema em dezembro de 2006. Ela era a única mulher governadora em toda a Rússia até sua renúncia em 22 de agosto de 2011. Matviyenko ficou para as eleições como membro do Conselho Regional e venceu de forma abrangente, apesar de alegações oposicionistas de fraude e de votos múltiplos. O então presidente russo, Dmitry Medvedev, a apoiou para o cargo de Representante do Conselho da Federação da Assembleia Federal da Federação Russa e sua eleição a qualificou para este cargo. Após sua demissão, Georgy Poltavchenko foi nomeado como o novo governador, em exercício no mesmo dia. Em 2012, a aprovação de uma nova lei federal restaurou as eleições diretas dos chefes de unidades federais e a Carta Magna da cidade foi novamente alterada para prever eleições diretas de governador.
A cidade de São Petersburgo está atualmente dividida em dezoito distritos. Apesar de não ser oficialmente, São Petersburgo é o centro administrativo de facto do Oblast de Leningrado e do Distrito Federal do Noroeste.

### Cidades-irmãs
| - Bélgica→ Antuérpia - Sérvia→ Belgrado - Hungria→ Debrecen - Alemanha→ Dresde - Polónia→ Gdańsk - Alemanha→ Hamburgo - Irão→ Isfahan - Turquia→ Istambul - Sudão→ Cartum - Eslováquia→ Košice - Estados Unidos→ Lansing | - Estados Unidos→ Los Angeles - Reino Unido→ Manchester - Austrália→ Melbourne - Itália→ Milão - Uruguai→ Montevidéu - Índia→ Mumbai - Japão→ Osaka - Canadá→ Quebec - Países Baixos→ Roterdão - México→ Guadalajara - México→ Monterrei | - Finlândia→ Turku - Polónia→ Varsóvia - Armênia→ Erevan - Croácia→ Zagreb - Bulgária→ Pernik - Ucrânia→ Leópolis - Estados Unidos→ São Petersburgo (Flórida) - Peru→ Arequipa - Espanha→ Palencia - Brasil→ Porto Alegre |

## Subdivisões

Distritos da cidade de São Petersburgo.

### Distritos
1. O Almirantado
2. Ilha de Vassiliev
3. Distrito de Viborg
4. Distrito de Kalinin
5. Distrito de Kirov
6. Distrito de Kolpino
7. Distrito da Guarda Vermelha
8. Distrito de Krasnoselo
9. Kronstadt
10. Distrito do Refúgio
11. Distrito Moscovita
12. Distrito do Neva
13. Distrito de Petrogrado
14. Peterhof
15. Distrito Marítimo
16. Distrito de Pushkin
17. Distrito de Frunze
18. Distrito Central

## Economia

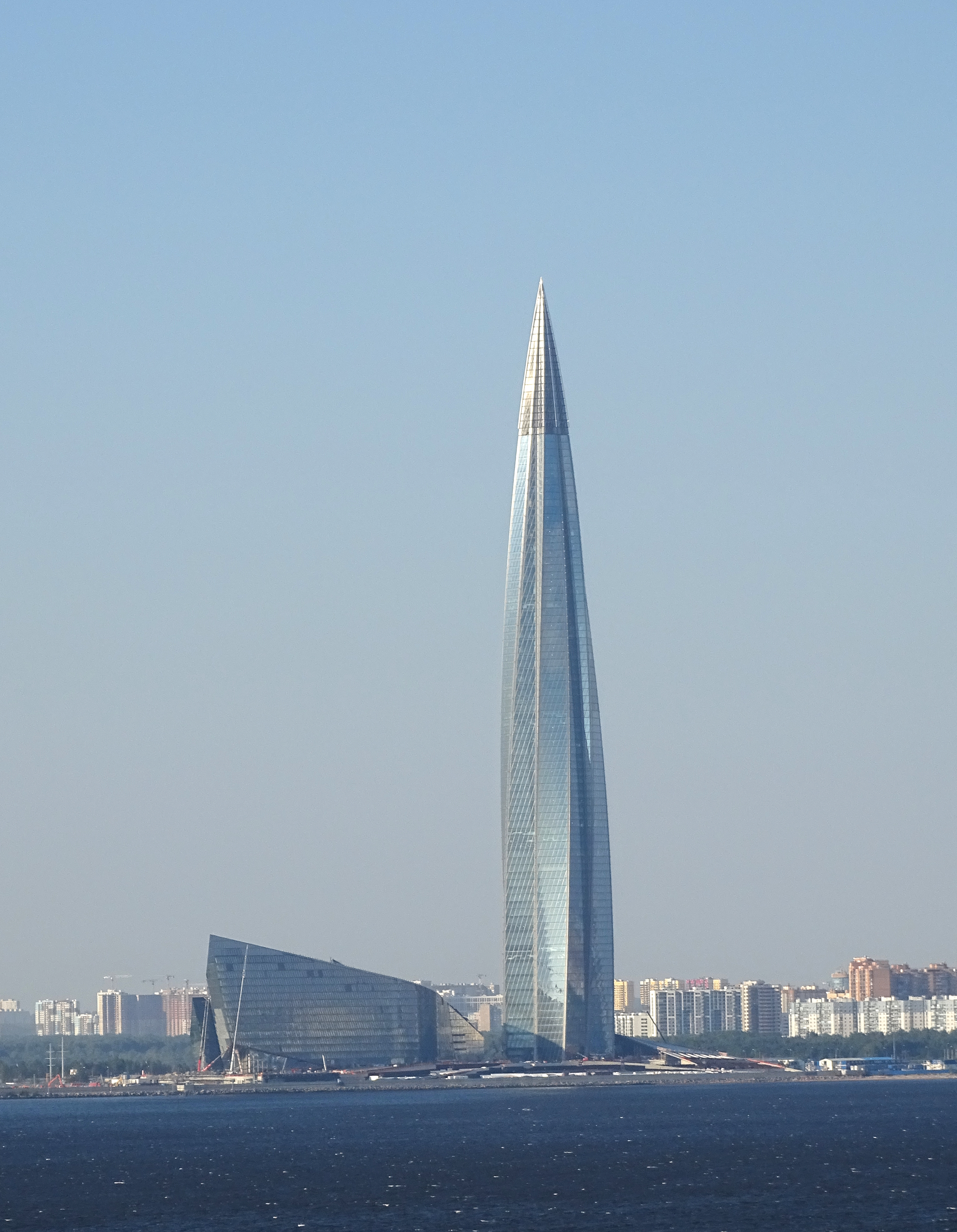
Lakhta Center, arranha-céu mais alto da Europa

São Petersburgo é uma porto comercial, além de ser um centro financeiro e industrial da Rússia especializado em petróleo e gás, estaleiros de construção naval; indústria aeroespacial; rádio e eletrônica; softwares e computadores; máquinas e transporte pesado, incluindo tanques e outros equipamentos militares; mineração; metalurgia; produtos químicos; produtos farmacêuticos; equipamentos médicos~; edição e impressão; alimentos; atacado e varejo; indústrias têxteis e de vestuário; além de muitas outras empresas. A cidade também foi a sede da Lessner, um dos dois fabricantes de automóveis pioneiros da Rússia.
Além disso, 10% de turbinas de energia do mundo são feitas na cidade na LMZ, que construiu mais de duas mil turbinas para usinas de energia em todo o mundo. São Petersburgo tem três grandes portos marítimos de carga. Navios de cruzeiro internacionais usam o porto de passageiros de Morskoy Vokzal, no sudoeste da ilha Vasilyevsky. Um complexo sistema de portos fluviais em ambas as margens do rio Neva estão interligados com o sistema de portos marítimos, tornando São Petersburgo a principal ligação entre o mar Báltico e o resto da Rússia, através da hidrovia Volga-Báltico.
A Casa da Moeda de São Petersburgo (Monetny Dvor), fundada em 1724, é uma das maiores casas da moeda no mundo, que cunhava a moedas russas, medalhas e emblemas. A cidade é também a casa da maior e mais antiga fundição russa, a Monumentskulptura, que fez milhares de esculturas e estátuas que estão agora enfeitando parques públicos locais, assim como o de muitas outras cidades. Monumentos e estátuas de bronze dos czares, bem como de outras figuras históricas importantes foram feitas lá.
Em 2007, a Toyota inaugurou uma fábrica de veículos Camry, depois de investir 200 milhões de dólares em Shushary, um dos subúrbios ao sul de São Petersburgo. Opel, Hyundai e Nissan também assinaram acordos com o governo russo para construir suas fábricas de automóveis na cidade. A indústria automobilística e de autopeças local esteve em ascensão durante a década de 2000. São Petersburgo também é a sede de uma indústria significativa de cervejarias e destilarias, sendo conhecida como a "capital da cerveja" da Rússia, devido à oferta e qualidade da água local, que contribui com mais de 30% da produção nacional de cerveja com suas cinco cervejarias de grande escala, incluindo a segunda maior cervejaria da Europa. As destilarias locais também produzem uma ampla gama de marcas de vodca.

### Turismo

Catedral do Sangue Derramado

São Petersburgo tem uma forte herança cultural e histórica, e por essa razão é considerada um destino turístico importante. Assim como grande parte das cidades russas, entretanto, o potencial turístico não é explorado totalmente, fazendo com que a cidade passe uma impressão negativa. O visual e arquitetura dos séculos XVIII e XIX mantém a cidade preservada e inalterada em sua forma original. [carece de fontes?]
Por muitas razões, incluindo a destruição da Segunda Guerra Mundial e a construção de edifícios modernos misturados aos históricos dá a São Petersburgo uma natureza singular, um verdadeiro museu vivo dos estilos arquitetônicos dos últimos três séculos. A perda da capital para Moscou ajudou a cidade a preservar seu aspecto, já que os grandes e prestigiados projetos de inovação e modernização eram quase sempre voltados para a capital.[carece de fontes?]
A cidade é listada na UNESCO como uma área com 36 complexos de arquitetura histórica, e cerca de 4 mil monumentos históricos e culturais. A cidade tem, ainda, 221 museus, 2 mil bibliotecas, mais de 80 teatros, 100 organizações de concertos, 45 galerias e salões de mostras, 62 cinemas e cerca de 80 outros estabelecimentos de caráter cultural. Todo ano, a cidade sedia por volta de 100 festivais e várias outras manifestações de arte e cultura, sendo mais de 50 a nível internacional.
São Petersburgo abriga vários museus, templos e palácios, estando entre as atrações mais conhecidas da cidade o Hermitage, o Forte de Pedro e Paulo, a Catedral de Santo Isaac e a Catedral de Nossa Senhora de Cazã, o Museu de Etnografia, o Palácio de Mármore e a Academia de Artes da Rússia.[carece de fontes?]

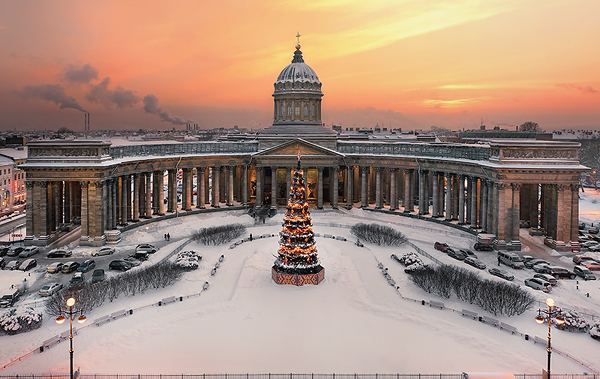
Catedral de Nossa Senhora de Cazã

Apesar do caos econômico dos anos 1990, nenhum grande teatro ou museu foi fechado na cidade. São Petersburgo é muito conhecida por seus grandes museus, como o Hermitage, um dos maiores do mundo. No entanto, há uma grande quantidade de museus nas zonas suburbanas com grande conteúdo, muitas vezes inexplorados pelos turistas que visitam a cidade em busca de cultura. A vida musical da cidade é rica e diversa, com um grande número de festivais musicais e carnavais nas várias épocas do ano.[carece de fontes?]
A prática do balé ocupa um lugar especial na vida cultural de São Petersburgo. A escola de balé é uma das melhores no mundo. Tradições da escola russa clássica são passadas de geração para geração. A arte de célebres e proeminentes bailarinos nascidos e crescidos na cidade foram e ainda são admiradas ao redor do mundo. O balé contemporâneo de São Petersburgo é composto não apenas por membros da escola clássica, mas também por modernistas que expandiram o até então restrito cenário do balé para limites inimagináveis, permanecendo fiel à base do balé. Boris Eifman, exemplo dessa modernização, combinou o balé clássico com o estilo vanguardista, adicionando acrobacias, ginástica rítmica, expressões dramáticas, cinema, cores, luzes e a palavra falada.[carece de fontes?]
Com uma quantidade privilegiada de locais considerados heranças da humanidade, assim como o desenvolvimento da infraestrutura turística, São Petersburgo começa a compor a lista de cidades centros da cultura e do turismo.

## Infraestrutura

### Educação

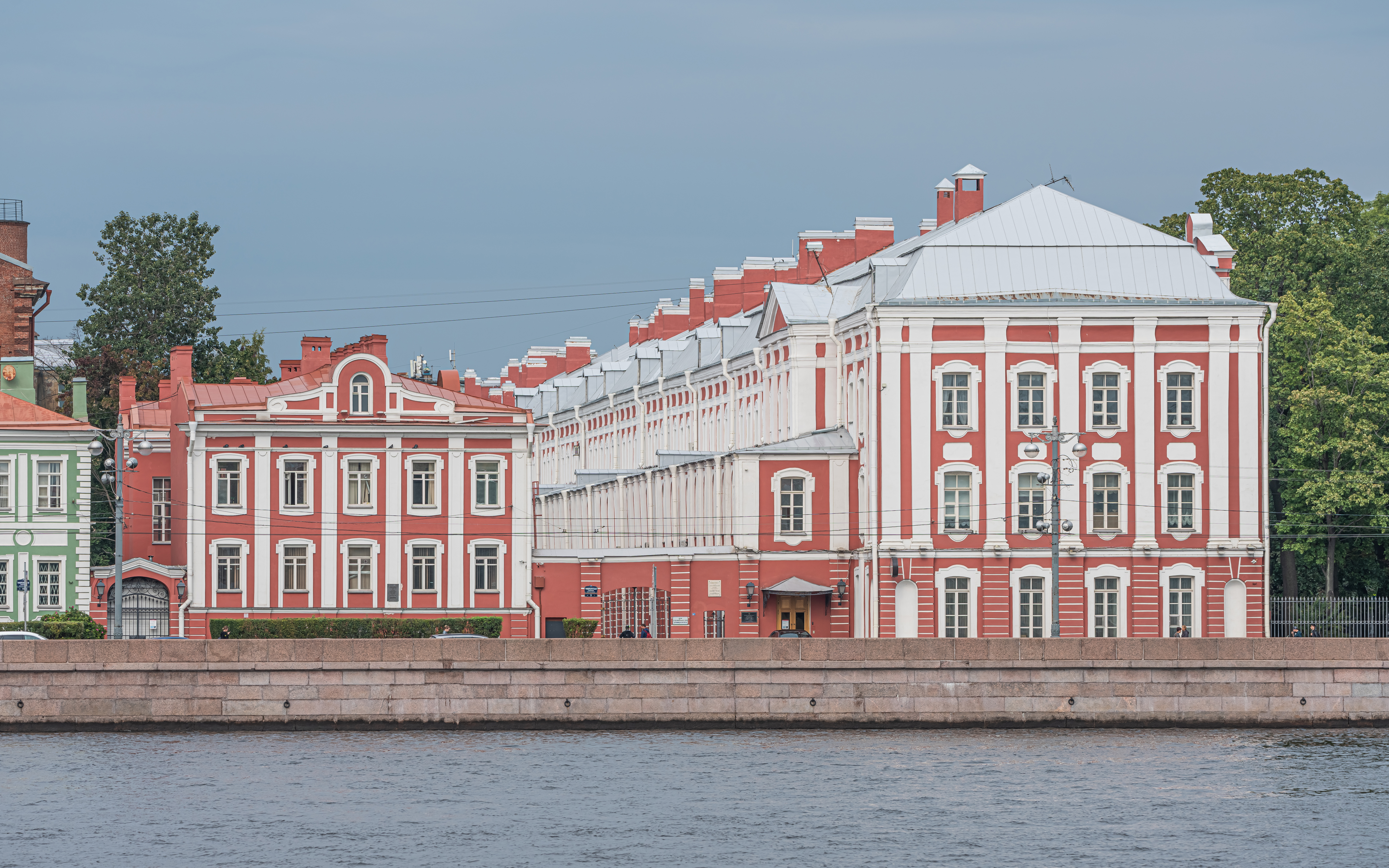
Universidade Estatal de São Petersburgo

São Petersburgo tem uma grande tradição na área das ciências, tendo sido a sede, até 1934, da Academia Russa de Ciências, uma das mais importantes do mundo. Em dados de 2007, São Petersburgo tinha 1 024 escolas infantis, 716 escolas públicas e 80 escolas vocacionais.
A cidade abriga ainda a Universidade Federal, com aproximadamente 32 mil estudantes, que formou, entre outros, o famoso químico Dmitri Mendeleev, os laureados com o prêmio nobel Ivan Pavlov, Elia Menchikov, Nikolay Semyonov, Lev Landau, Aleksandr Prokhorov, Leonid Kantorovich e os presidentes Vladimir Putin e Dmitri Medvedev.
Outras famosas instituições de ensino da cidade incluem a Politécnica de São Petersburgo, a Universidade Herzen e a Universidade Militar de Engenharia. No entanto, todas as universidades públicas são propriedade do governo federal, e portanto não pertencem à cidade.

### Transportes

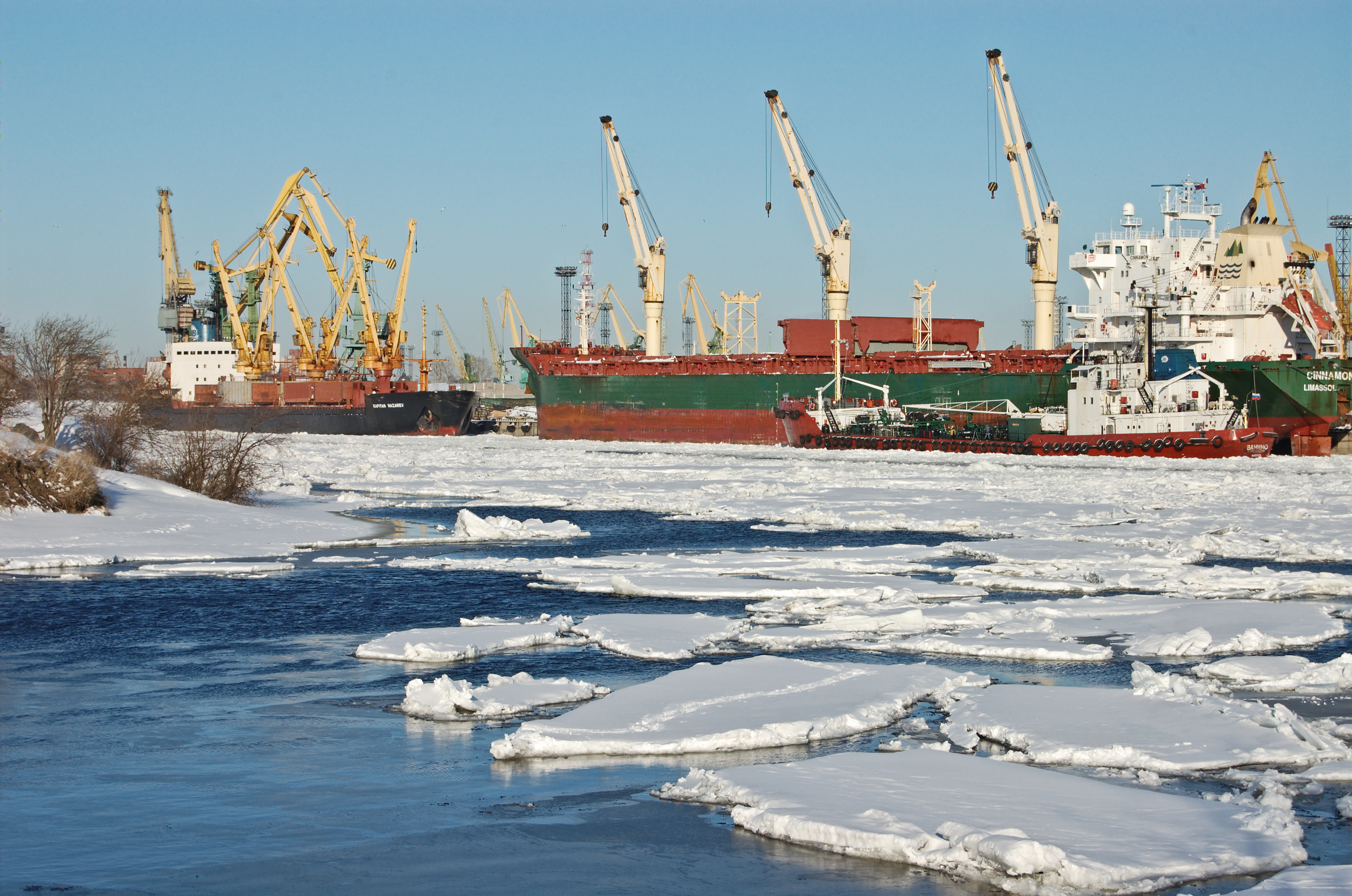
Porto de São Petersburgo

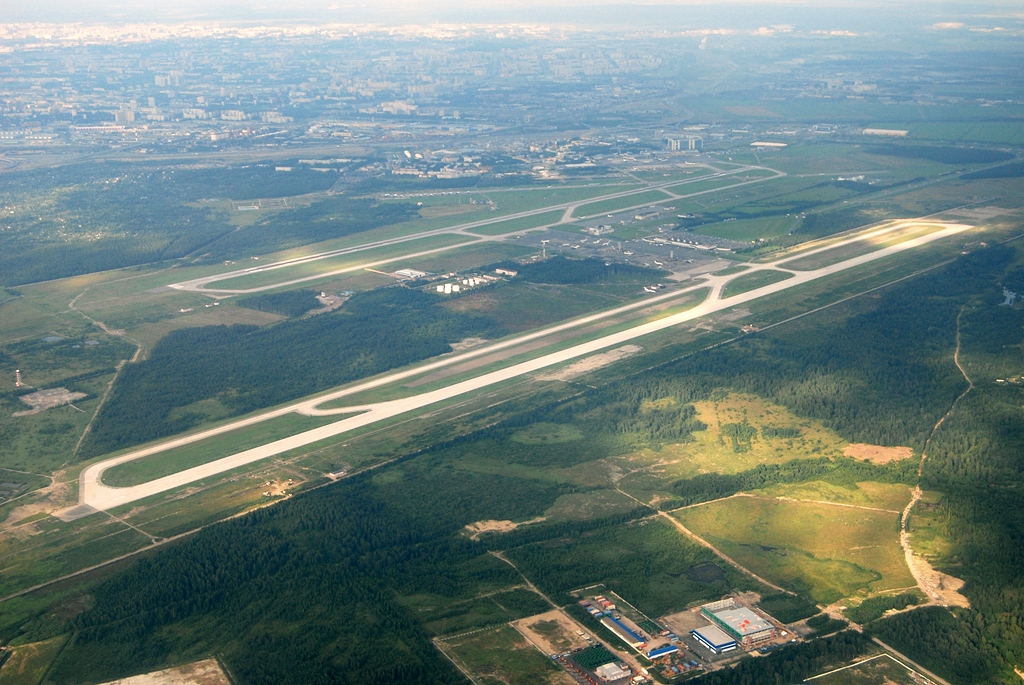
Aeroporto de Pulkovo

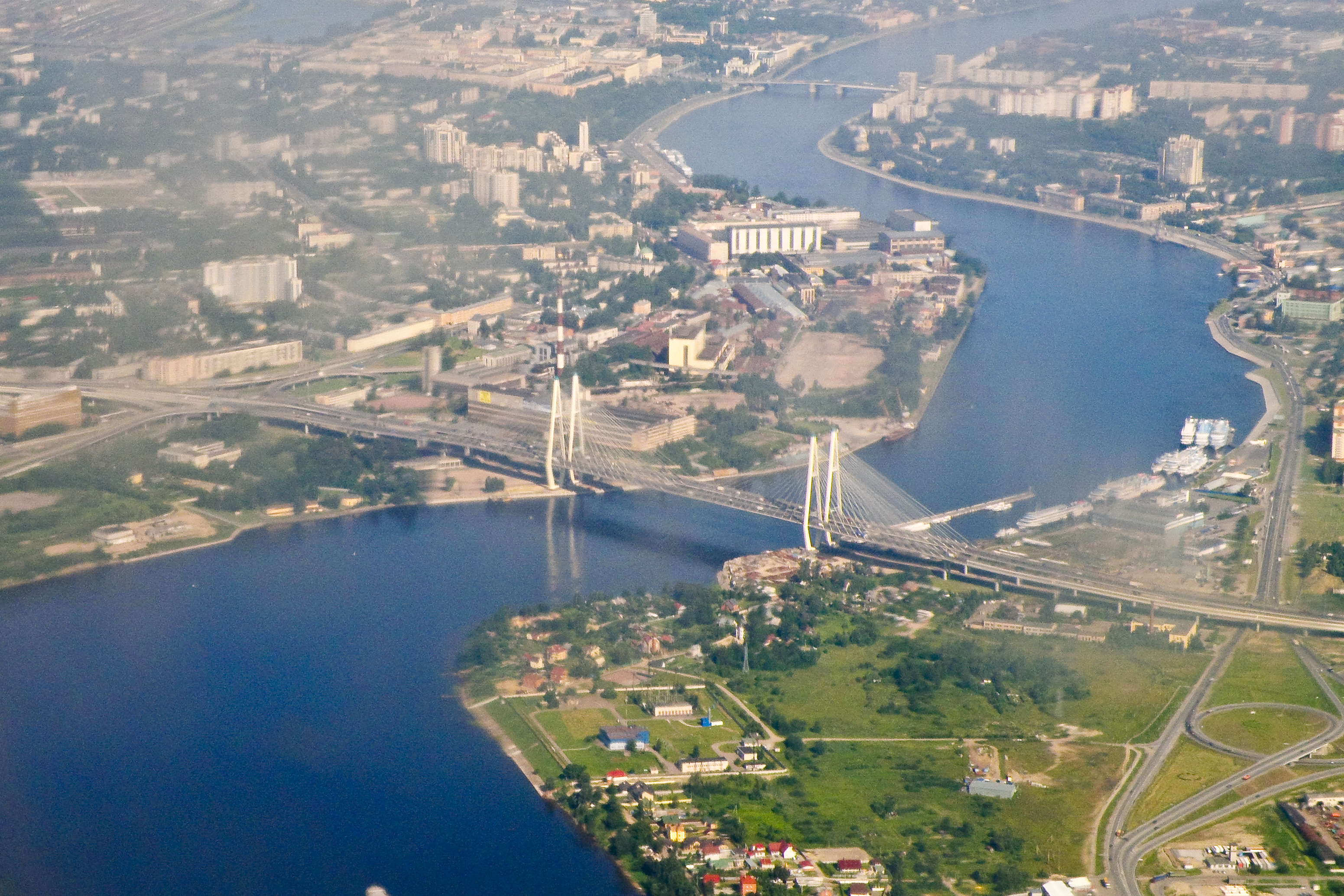
Grande Ponte de Obukhovsky, parte do rodoanel da cidade

São Petersburgo tem uma complexa, porém organizada, rede de transportes. A primeira ferrovia russa foi construída na cidade, em 1873, e desde então, a infraestrutura dos transportes continuou a crescer, junto da cidade. São Petersburgo tem uma extensa linha de estradas e ferrovias, mantendo um amplo sistema de transporte público, que inclui os ônibus, o bonde, o trólebus e o metrô, além dos vários serviços marítimos que conduzem passageiros por várias regiões da cidade com considerável conforto. Existem também as singulares marshrutkas, táxis coletivos.

#### Marítimo
A cidade atende aos passageiros e cargas dos portos nas baías do Neva, do golfo da Finlândia e do mar Báltico, além das dezenas de estações portuárias às margens do rio. Em 2004, foi inaugurada na cidade a primeira ponte que não precisa ser elevada, a Obukhovsky, com 2 824 m.
Os aerobarcos e hidrofólios, principalmente, são responsáveis pelo transporte marítimo dentro da cidade e para os subúrbios e vilarejos, dos meses de maio a outubro, quando os rios não estão congelados, mas barcos menores e táxis aquáticos também fazem o transporte por vários dos canais. Há também uma linha de ferries que saem de São Petersburgo e vão até Estocolmo.

#### Aeroviário
São Petersburgo é servida pelo Aeroporto de Pulkovo e três outros aeroportos comerciais nos subúrbios. O aeroporto de Lappeenranta, localizado no lado finlandês da fronteira, é popular entre os moradores da cidade que tentam evitar as multidões do Pulkovo.
O Pulkovo foi inaugurado em 1931. Desde 2011, é o quarto mais utilizado da Rússia, atrás do Domodedovo, Sheremetyevo e Vnukovo de Moscou. Com dois terminais, o Pulkovo é considerado um dos aeroportos mais modernos do país. Contudo, foi previsto que em 2025, o aeroporto terá de lidar com cerca de 17 milhões de passageiros anualmente, o que antecipou os planos do governo para a construção de um novo terminal que servirá como uma extensão para o terminal doméstico e que deverá ter 18 portões com a possibilidade de uma nova extensão. Há um sistema regular de lotações que liga o Pulkovo ao centro da cidade, além da disponibilidade de marshrutkas.

#### Rodoviário

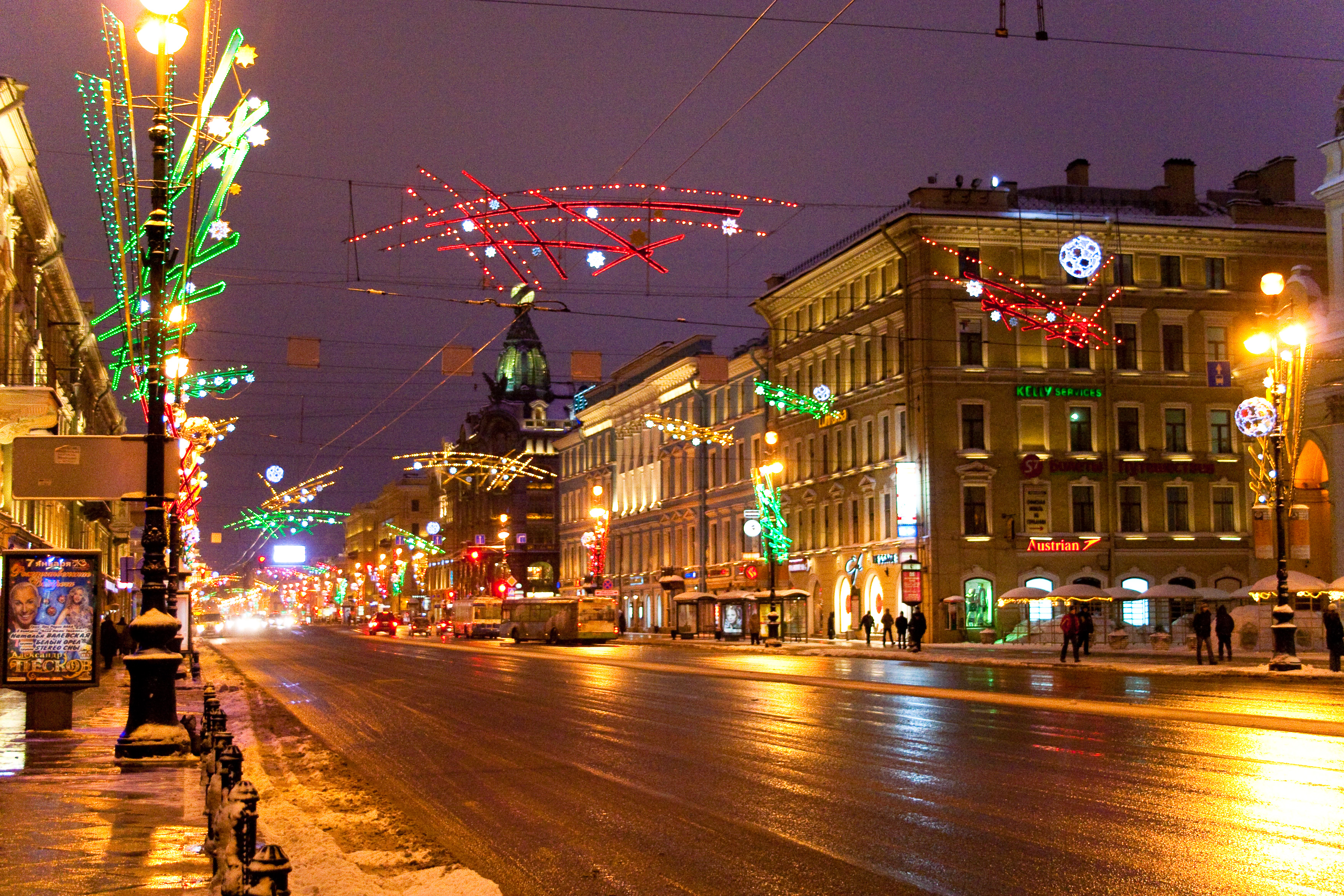
Avenida Névski durante o Natal

A cidade é ligada ao resto da Rússia e à Europa por um grande número de estradas federais e ferrovias internacionais. O Aeroporto de Pulkovo atende à maioria dos passageiros da cidade. Curiosamente, os bondes, até os anos 1980, eram o principal meio de locomoção da cidade, que possuía o maior e mais desenvolvido sistema de bondes do mundo, mas com a dificuldade em manter a organização, muitas das linhas foram desmanteladas e os ônibus passaram a ser o meio mais prático, como no resto do país. Os ônibus levam mais de três milhões de passageiros diariamente, por mais de 250 pontos urbanos e suburbanos.
São Petersburgo é parte de um importante corredor de transporte que conecta a Escandinávia à Rússia e Leste Europeu. A cidade é um nó das rotas europeias para Helsinki (E18), Tallinn (E20), Pskov, Kiev e Odessa (E95) e Petrozavodsk, Murmansk e Kirkenes (E105), além de rota alternativa para Moscou e Kharkov.
A Avenida Nevski, que corta a cidade, é uma das mais importantes vias do mundo, tradicionalmente mencionada em diversas obras da literatura russa. A via marginal do rio Neva, formada pelos Cais Inglês, Cais do Almirante, Cais do Palácio, Cais de Kutuzov e Cais de Robespierre, também é um famoso cartão postal da cidade, que abriga belos parques e centenas de edifícios históricos, incluindo a autêntica sede da Marinha da Rússia, o museu Hermitage, os jardins de Alexandre II e a Catedral de Santo Isaac. O congestionamento é comum na cidade, por conta do volume de veículos que circulam dos distritos para o centro da cidade e também, excepcionalmente no inverno, pela neve pesada.

#### Ferroviário

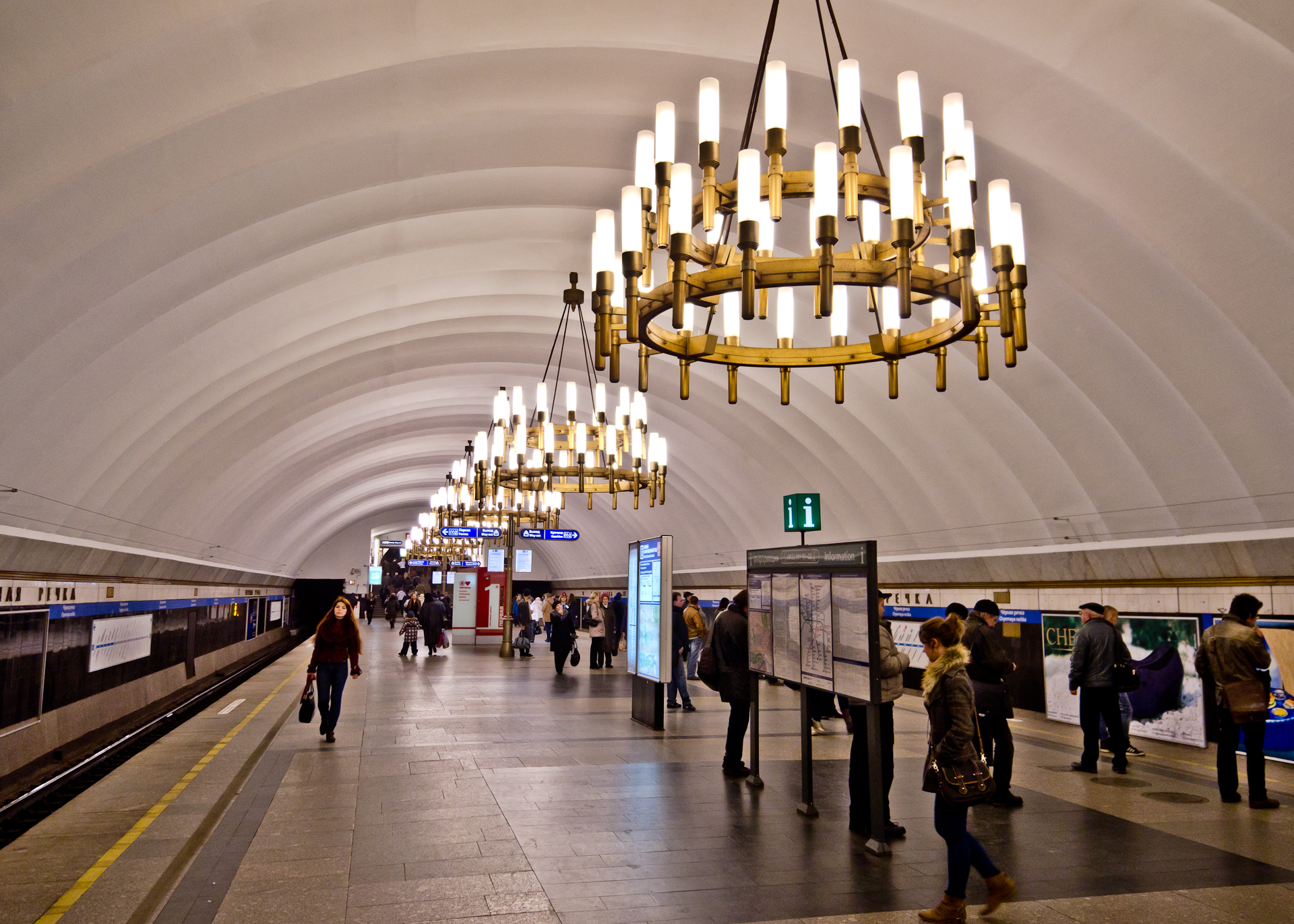
Estação Chornaya Rechka

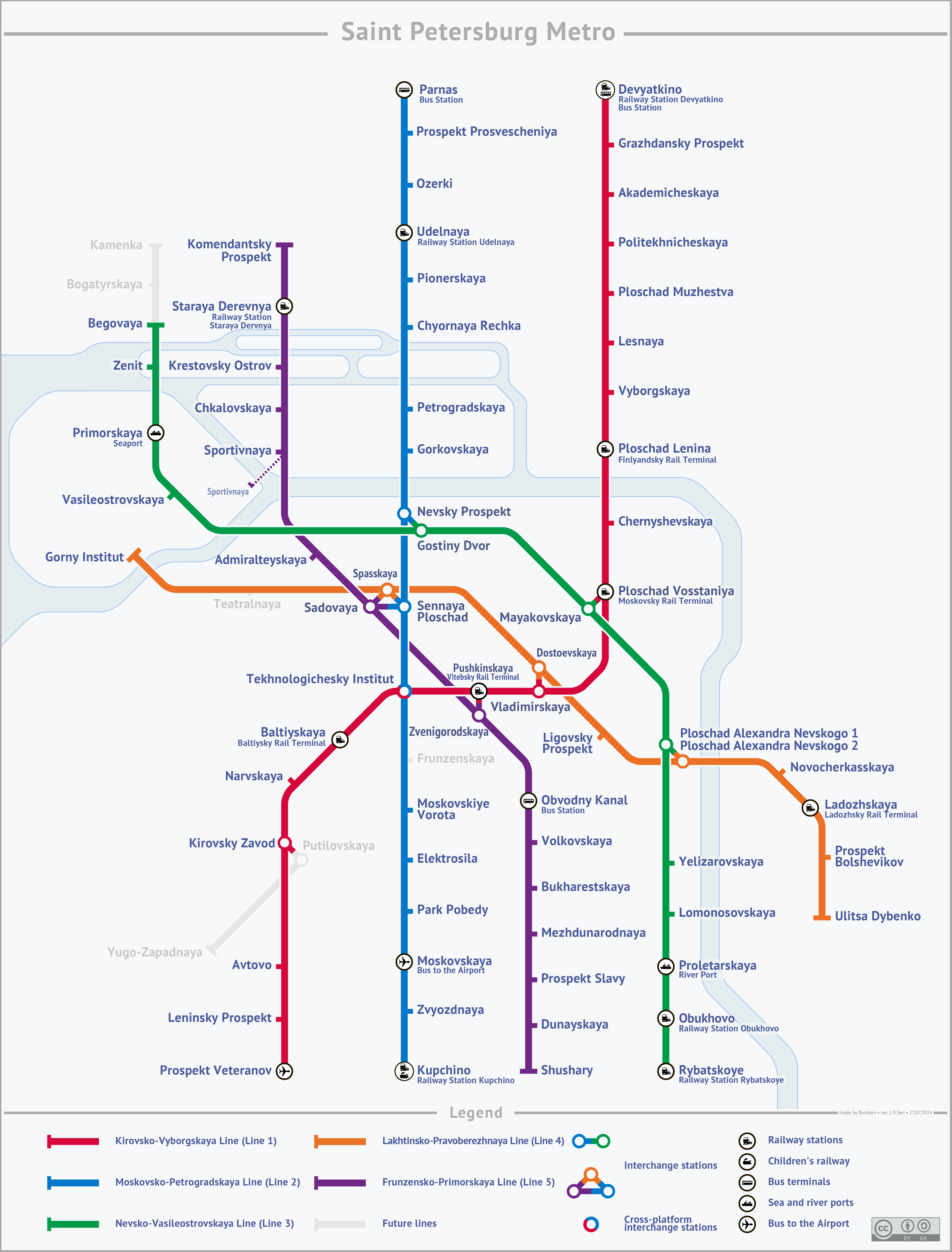
Metro de São Petersburgo

Atualmente, a cidade é o centro de várias ferrovias que atendem a cinco diferentes terminais — o Baltiski, o Finlandski, o Ladojski, o Moskovski e o Vitebski — além de dezenas de outras estações ferroviárias. São Petersburgo tem conexões ferroviárias diretas com Helsinki, Berlim e todas as repúblicas soviéticas. A estação de Helsinki foi construída em 1870, com 443 km e 3h30 de viagem com os trens modernos. A ferrovia Moscou-São Petersburgo foi aberta em 1851, com 651 km. Em 2009, as Ferrovias Russas inauguraram um serviço de alta velocidade para a rota Moscou-São Petersburgo. O novo trem já era utilizado em vários países europeus, e tornou-se o trem mais rápido da Rússia naquele ano, com uma velocidade de 290 km/h.
O metrô de São Petersburgo foi aberto em 1955, e agora tem cinco linhas com 67 estações, conectando todos os cinco terminais ferroviários e transportando 2,5 milhões de passageiros por dia. As estações de metrô costumam ser decoradas, normalmente com mármore e bronze. A cidade tem um sistema de metrô muito bem equipado. Conhecido formalmente por Metrô de Leningrado, o visual de suas estações tem muitos traços das ideologias socialistas que vigoravam na época de sua construção, com decoração e ornamentação luxuosas. Devido à sua geologia única, o metro de São Petersburgo é um dos mais fundos do mundo, servindo cerca de três milhões de passageiros diariamente, sendo um dos dez mais movimentados sistemas de metrô do globo.
A actual rede de metrô é a seguinte:
| Linha   | Cor      | Trajeto                              | Inauguração | Número de estações |
| ------- | -------- | ------------------------------------ | ----------- | ------------------ |
| Linha 1 | Vermelho | Deviatkino ↔ Prospekt Veteranov      | 1955        | 19                 |
| Linha 2 | Azul     | Parnas ↔ Cúptchino                   | 1960        | 18                 |
| Linha 3 | Verde    | Primorskaia ↔ Rybatskoie             | 1967        | 10                 |
| Linha 4 | Laranja  | Spasskaia ↔ Ulitsa Dybenko           | 1985        | 8                  |
| Linha 5 | Violeta  | Komendantskii Prospekt ↔ Volkovskaia | 2008        | 8                  |

## Cultura
Conhecida como a capital cultural da Rússia, a cidade é uma referência na Europa ao se tratar de cultura. Entre os mais de cinquenta teatros da cidade, está o Mariinski, casa de dezenas de personalidades do balé internacional, como Vaslav Nijinski, Anna Pavlova, Rudolf Nureev e Mikhail Barichnikov.

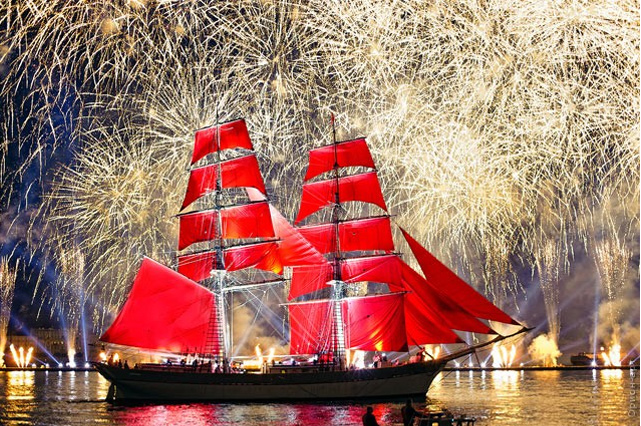
As tradicionais velas púrpuras durante as noites brancas.

O mundialmente conhecido Festival das Noites Brancas é um evento que reúne milhares de pessoas nas ruas durante algumas noites do período conhecido como sol da meia-noite, para comemorar o final do ano letivo, com queima de fogos, shows e apresentações artísticas.

### Literatura
São Petersburgo é, sem dúvida, uma das cidades com maior tradição na literatura em todo mundo. Dostoiévski definiu a cidade como a "mais abstrata e intencional em todo mundo", dando ênfase a sua artificialidade, mas também evidenciando-a como um símbolo da desordem de uma Rússia que mudava. Na literatura, São Petersburgo sempre foi representada como ameaçadora e desumana, com um aspecto grotesco e até noctívago por parte de conceituados romancistas como Alexandre Pushkin, Nikolai Gogol, Alexandre Blok e Osip Mandelstam. A noção de uma sociedade obcecada pela hierarquia e pelo status também tornou-se um tema recorrente para os autores que escreviam sobre São Petersburgo. As ideias sobrenaturais presentes principalmente nas obras de Pushkin e Gogol, com fantasmas vagando pelas ruas da cidade e assombrando seus moradores, ajudaram a forjar a imagem abstrata de fantasia e surrealismo na cidade.
Desde que Moscou tornou-se a capital, entretanto, São Petersburgo perdeu a imagem negativa, adquirindo aspectos de um local apropriado para a fuga do caos urbano, que agora passa a ser representado pela nova capital. Autores mais recentes, como Vladimir Nabokov, Ayn Rand e Evgueni Zamyatin, contribuíram para novas ideias e conceitos sobre a sociedade utilizando-se de São Petersburgo como exemplo. Anna Akhmatova, que passou sua vida na cidade, tornou-se uma importante figura da poesia russa. Outro notável escritor recente que relaciona-se com São Petersburgo é Joseph Brodsky, Nobel da literatura que emigrou para os Estados Unidos, embora tenha nascido na cidade. Brodsky foi capaz de mostrá-la de uma perspectiva singular, tanto como um nativo quanto como um estrangeiro.

### Música

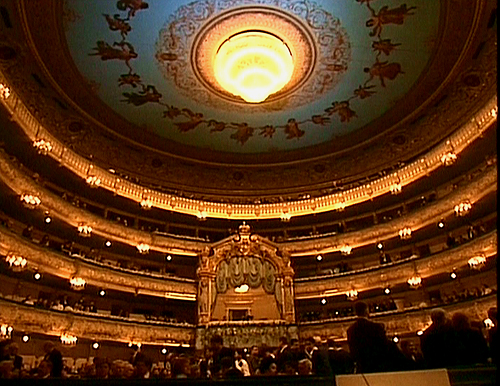
Interior do Teatro Mariinski

O ilustre compositor Dmitri Shostakovitch nasceu e cresceu em Leningrado, dedicando a sua sétima sinfonia à cidade. Na ocasião, Leningrado estava sendo cercada e saqueada pelas tropas nazistas, enquanto sua sinfonia era conduzida pela batuta de Karl Eliasberg no Grande Salão Filarmônico. Ouvida nos rádios por toda a cidade e motivando o espírito dos sobreviventes, sua música foi poderosa para impulsionar a resistência do povo soviético, tornando o evento mundialmente conhecido.
No cenário nacional, São Petersburgo foi a origem de movimentos que modernizaram a música russa. A primeira banda de jazz da União Soviética foi formada na cidade por Leonid Utiosov, na década de 1920, sob a tutoria de um importante compositor soviético, Isaac Dunaiévski. Em 1956, foi fundado o grupo Drujba na cidade, a primeira banda popular da URSS, em pleno anos 1950. Na década seguinte, surgiram os Argonavty, Kochevniki e outros pioneiros do rock underground e seus vários festivais.
Em 1972, Boris Grebenshchikov fundou a banda Aquarium, que adquiriu fama internacional, dando origem ao termo Peter rock, que definiria o cenário musical da Leningrado dos anos 1970 e 1980. Na mesma época, vários outros artistas saíram da cena underground e fundaram o Clube de Rock de Leningrado, de onde surgiram bandas mundialmente conhecidas, como a Kino, liderada por Viktor Tsoi, DDT, Alisa, Zemlyane, Zoopark, Piknik, Secret, entre outras. Viria mais tarde a febre do pop e da eletrônica, inaugurada pelo Mekhanika, um grande show moldado nos padrões russos, que misturou 300 pessoas e animais no palco, conduzido por Serguei Kuriokin.
Atualmente, São Petersburgo ainda revela músicos notáveis de todos os gêneros, como os grupos Splean, Tequilajazzz, Korol i Shut, e os veteranos do rock, Iuri Shevschuk, Viacheslat Butusov e Mikhail Boyarski. No início dos anos 2000, em meio à onda de popularidade do metalcore, rapcore e do emocore, surgiram grupos como os Amatory, Kirpichi, Psychea, Stigmata, Grenouer e Animal Jazz.

### Cinema

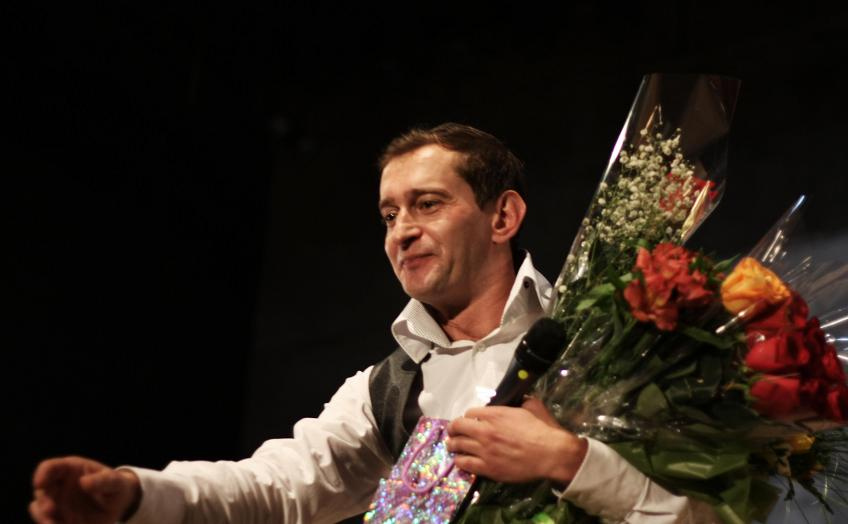
Konstantin Khabensky, famosos por seu papel no filme Guardiões da Noite, é natural de São Petersburgo

Mais de 250 filmes foram filmados em São Petersburgo. Entretanto, milhares de filmes envolvendo czares, revoluções e demais temas se passam na cidade, ainda que não tenham sido gravados nela. Os primeiros estúdios cinematográficos da cidade foram fundados no século XX, e desde os anos 1920, o estúdio Lenfilm tem sido o expoente da filmografia na cidade. O primeiro filme filmado totalmente na cidade foi Anna Karenina, de 1997, com a participação de Sean Bean e Sophie Marceau, inspirado no romance de Leão Tolstoi.
A comédia Aproveite a sua Vodka, muito conhecida no meio cult, se passa em Leningrado, fazendo uma crítica bem-humorada a respeito do planejamento das cidades soviéticas. O filme de 1985, O Sol da Meia-Noite, exibido em plena Guerra Fria, ganhou fama no Ocidente por ter capturado cenas genuínas das ruas de Leningrado, em um período em que pouco se ouvia acerca da vida no país. GoldenEye, Brat e a versão de 1999 da obra Eugene Onegin também se passam na cidade.
Vários festivais internacionais de cinema são organizados na cidade, como o Festival dos Festivais, que tem um formato não competitivo, e o Festival dos Documentários, anualmente realizado durante as festividades das Noites Brancas.

### Esportes
A maioria dos cidadãos de São Petersburgo, como em praticamente todas as cidades russas, tem por hábito a preferência pelo futebol e hóquei no verão e inverno, respectivamente, a demais modalidades esportivas. Contudo, São Petersburgo destaca-se das demais cidades nas modalidades navais, muito por conta de ser a principal cidade portuária do país. Nas Olimpíadas de 1980, ocorridas em Moscou, Leningrado sediou algumas das atividades do futebol.

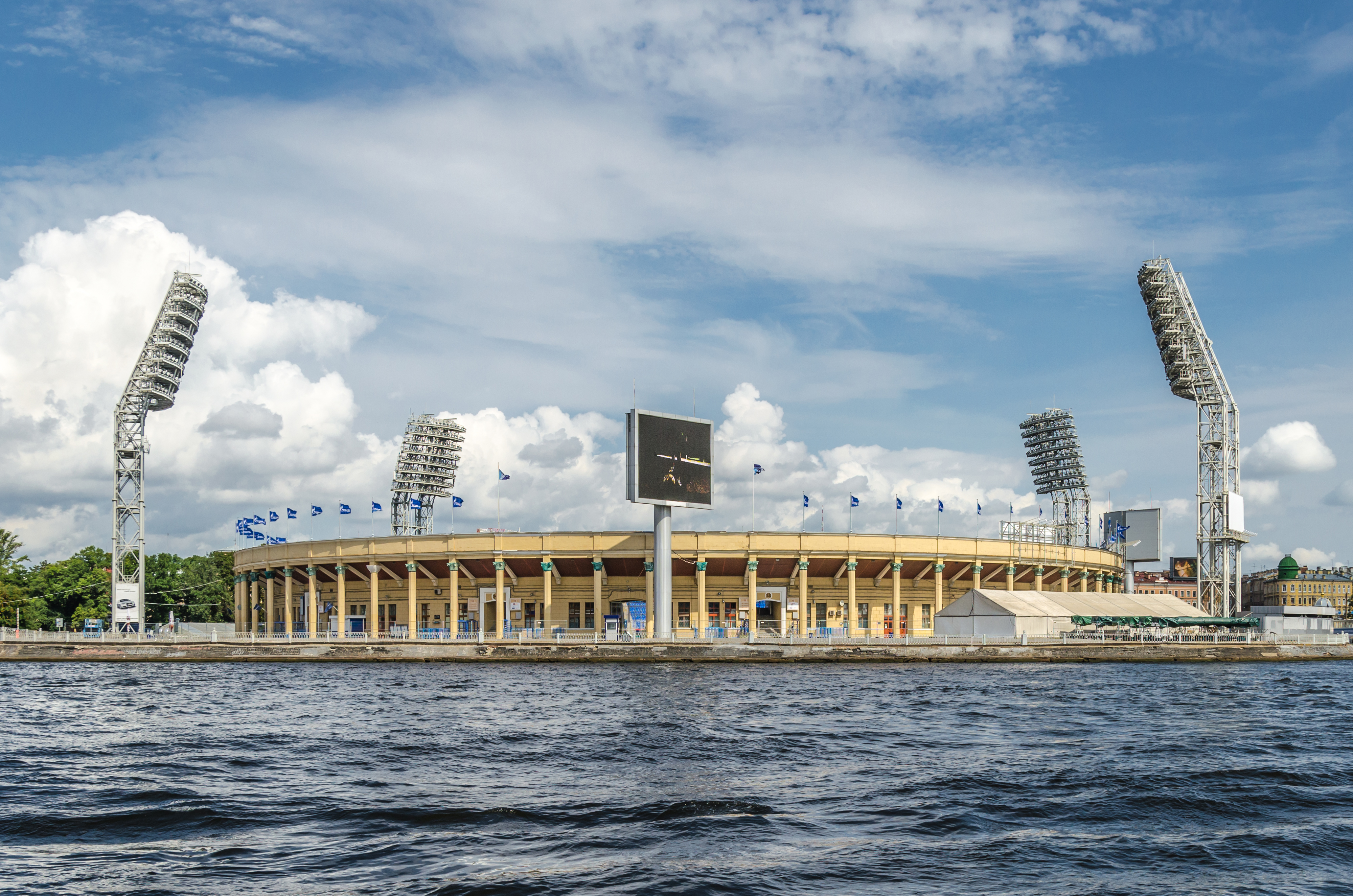
Estádio Petrovsky, localizado às margens do rio Neva.

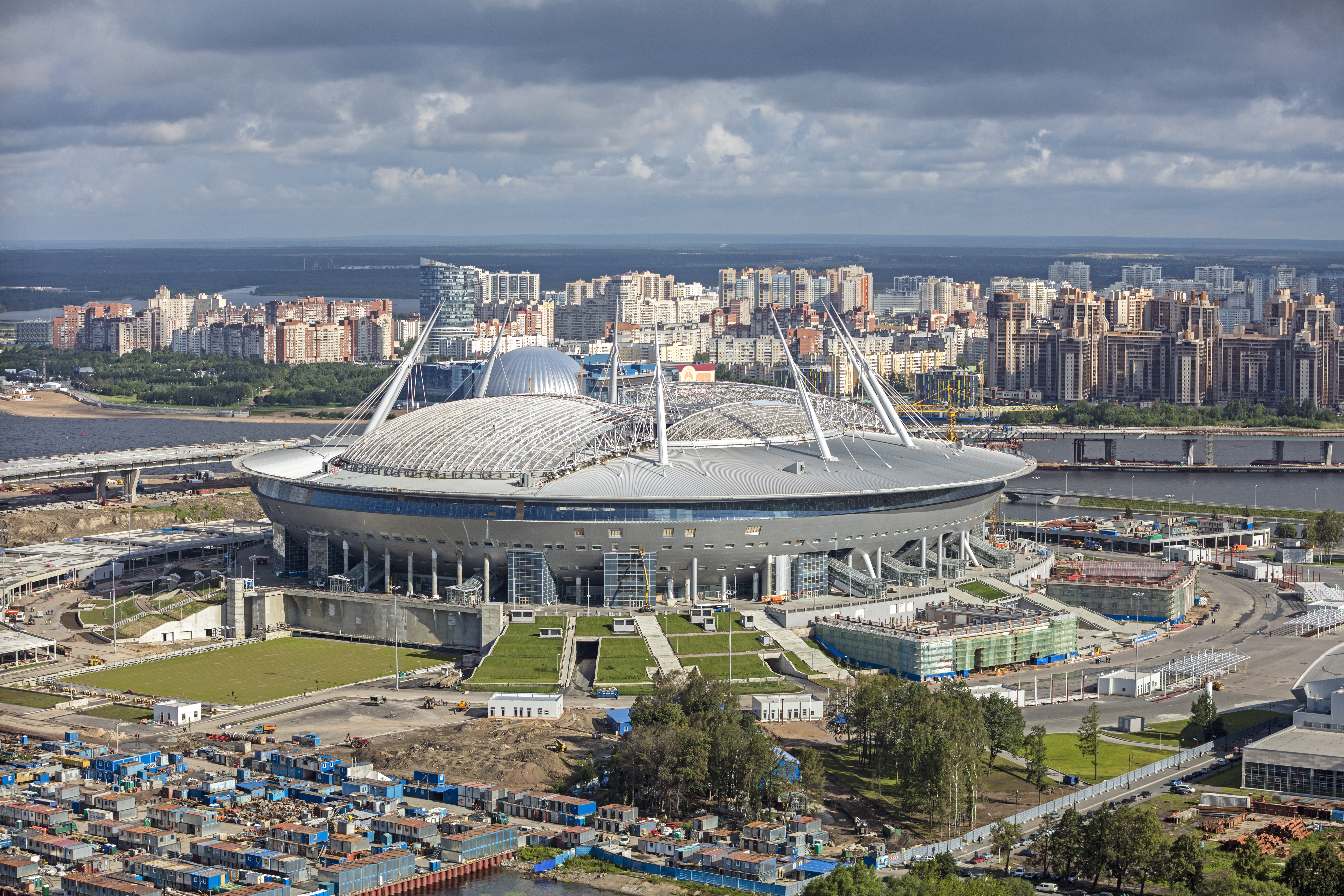
Estádio Krestovsky, uma das sedes da Copa do Mundo FIFA de 2018

O primeiro evento de remo da cidade ocorreu em 1703, por incentivo do czar Pedro, o Grande, após a vitória contra a frota sueca. Os eventos navais eram organizados pela marinha desde a fundação da cidade. O principal grupo marítimo da cidade, o Yacht Club do Neva, é o mais velho do mundo. Mesmo no inverno, quando as superfícies dos rios e lagos se congelam, os praticantes não abandonam as atividades, e navegam sobre o gelo.
O hipismo, apesar de não ter tanta importância na atualidade, é tradicional na cidade. Era muito popular entre os czares e a aristocracia, assim como entre os militares, que a utilizavam como parte do treinamento. Várias arenas esportivas utilizadas ainda hoje foram construídas para a prática do hipismo no século XVIII, como por exemplo o Estádio Zimny e o Konnogvardeisky Manej.
A iniciativa russa no xadrez partiu do torneio internacional de 1914, ocorrido em São Petersburgo e patrocinado pelo czar Nicolau II, que outorgou o título de Grande Mestre a cinco jogadores: Emanuel Lasker, José Raúl Capablanca, Alexander Alekhine, Siegbert Tarrasch e Frank Marshall.
O Estádio Kirov, já demolido, foi um dos maiores estádios do mundo, casa da equipe de futebol F.C. Zenit entre 1950 e 1993. Em 1951, um público de 110 mil torcedores no estádio foi o recorde para uma partida amistosa de todo o futebol soviético. Em 1984, 2007, 2010 e 2011/12, o Zenit, principal equipe de São Petersburgo e uma das mais fortes da Europa, venceu o Campeonato nacional, conquistando a Copa da UEFA de 2007–08. A equipe era liderada por Andrei Arshavin, que mais tarde jogaria no Arsenal, da Inglaterra. O Zenit manda seus jogos no Petrovsky, às margens do Neva. Um novo estádio está em construção para a Copa do Mundo de 2018, em substituição ao antigo Kirov, e após o mundial será o novo estádio do Zenit. Outra equipe bem conhecida da cidade é o F.C. Petrotrest, além do tradicional Dínamo.
O clube de hóquei no gelo da cidade é o H.C. SKA, que joga pela Liga Continental, que constantemente tem o topo de público e audiência dos campeonatos, apesar de nunca terem vencido o campeonato. O Palácio do Gelo de São Petersburgo é a casa do SKA. A principal equipe de basquetebol é o B.C. Spartak, que revelou Andrei Kirilenko. O Spartak venceu dois campeonatos da Superliga, em 1975 e 1992, além de três copas, em 1978, 1987 e 2011.